# Liste der Gemeinden im Département Bas-Rhin

Lage des Départements Bas-Rhin in Frankreich

Das Département Bas-Rhin liegt in der Region Elsass in Frankreich. Es untergliedert sich in fünf Arrondissements mit 514 Gemeinden (frz. communes) (Stand 1. Januar 2019).
| Code INSEE | PLZ               | Gemeinde                    | Einwohner (Stand 1. Januar 2021) | Fläche in km² | Einwohner je km²          | Kanton seit 30. März 2015 Kanton bis 29. März 2015 | Arrondissement ab 2015 Arrondissement bis 2014 | Gemeindeverband               |
| ---------- | ----------------- | --------------------------- | -------------------------------- | ------------- | ------------------------- | --- | ---------------------------------------------- | ----------------------------- |
| 67001      | 67204             | Achenheim                   | 2504                             | 6,03          | 415                       | Lingolsheim | Strasbourg                                     | Eurométropole de Strasbourg   |
| 67002      | 67320             | Adamswiller                 | 399                              | 3,40          | 117                       | Ingwiller | Saverne                                        | Alsace Bossue                 |
| 67003      | 67220             | Albé                        | 461                              | 10,83         | 43                        | Mutzig | Sélestat-Erstein                               | Vallée de Villé               |
| 67005      | 67270             | Alteckendorf                | 858                              | 5,72          | 150                       | Bouxwiller Hochfelden | Saverne Strasbourg-Campagne                    | Pays de la Zorn               |
| 67006      | 67490             | Altenheim                   | 228                              | 2,71          | 84                        | Saverne | Saverne                                        | Pays de Saverne               |
| 67008      | 67120             | Altorf                      | 1414                             | 10,19         | 139                       | Molsheim | Molsheim                                       | Région de Molsheim-Mutzig     |
| 67009      | 67260             | Altwiller                   | 375                              | 16,22         | 23                        | Ingwiller Sarre-Union | Saverne                                        | Alsace Bossue                 |
| 67010      | 67140             | Andlau                      | 1759                             | 23,69         | 74                        | Obernai Barr | Sélestat-Erstein                               | Pays de Barr                  |
| 67011      | 67390             | Artolsheim                  | 992                              | 11,25         | 88                        | Sélestat Marckolsheim | Sélestat-Erstein                               | Ried de Marckolsheim          |
| 67012      | 67250             | Aschbach                    | 646                              | 4,32          | 150                       | Wissembourg Soultz-sous-Forêts | Haguenau-Wissembourg Wissembourg               | Outre-Forêt                   |
| 67013      | 67320             | Asswiller                   | 271                              | 6,02          | 45                        | Ingwiller Drulingen | Saverne                                        | Alsace Bossue                 |
| 67016      | 67120             | Avolsheim                   | 774                              | 1,83          | 423                       | Molsheim | Molsheim                                       | Région de Molsheim-Mutzig     |
| 67017      | 67320             | Baerendorf                  | 299                              | 7,53          | 40                        | Ingwiller Drulingen | Saverne                                        | Alsace Bossue                 |
| 67018      | 67310             | Balbronn                    | 673                              | 10,18         | 66                        | Saverne Wasselonne | Molsheim                                       | Mossig et Vignoble            |
| 67019      | 67600             | Baldenheim                  | 1205                             | 9,44          | 128                       | Sélestat Marckolsheim | Sélestat-Erstein                               | Sélestat                      |
| 67020      | 67130             | Barembach                   | 826                              | 9,92          | 83                        | Mutzig Schirmeck | Molsheim                                       | Vallée de la Bruche           |
| 67021      | 67140             | Barr                        | 7152                             | 20,61         | 347                       | Obernai Barr | Sélestat-Erstein                               | Pays de Barr                  |
| 67022      | 67220             | Bassemberg                  | 223                              | 1,78          | 125                       | Mutzig Villé | Sélestat-Erstein                               | Vallée de Villé               |
| 67023      | 67500             | Batzendorf                  | 983                              | 6,74          | 146                       | Haguenau | Haguenau-Wissembourg Haguenau                  | Haguenau                      |
| 67025      | 67930             | Beinheim                    | 1914                             | 15,23         | 126                       | Wissembourg Seltz | Haguenau-Wissembourg Wissembourg               | Plaine du Rhin                |
| 67026      | 67130             | Bellefosse                  | 170                              | 7,34          | 23                        | Mutzig Schirmeck | Molsheim                                       | Vallée de la Bruche           |
| 67027      | 67130             | Belmont                     | 173                              | 10,34         | 17                        | Mutzig Schirmeck | Molsheim                                       | Vallée de la Bruche           |
| 67028      | 67230             | Benfeld                     | 5870                             | 7,79          | 754                       | Erstein Benfeld | Sélestat-Erstein                               | Canton d’Erstein              |
| 67029      | 67320             | Berg                        | 349                              | 7,72          | 45                        | Ingwiller Drulingen | Saverne                                        | Alsace Bossue                 |
| 67030      | 67310             | Bergbieten                  | 732                              | 4,24          | 173                       | Molsheim Wasselonne | Molsheim                                       | Mossig et Vignoble            |
| 67031      | 67210             | Bernardswiller              | 1459                             | 5,53          | 264                       | Obernai | Sélestat-Erstein                               | Pays de Sainte-Odile          |
| 67032      | 67140             | Bernardvillé                | 202                              | 2,76          | 73                        | Obernai Barr | Sélestat-Erstein                               | Pays de Barr                  |
| 67033      | 67170             | Bernolsheim                 | 610                              | 3,39          | 180                       | Brumath | Haguenau-Wissembourg Strasbourg-Campagne       | Haguenau                      |
| 67034      | 67370             | Berstett                    | 2483                             | 17,88         | 139                       | Bouxwiller Truchtersheim | Saverne Strasbourg-Campagne                    | Kochersberg                   |
| 67035      | 67170             | Berstheim                   | 490                              | 3,09          | 159                       | Haguenau | Haguenau-Wissembourg Haguenau                  | Haguenau                      |
| 67339      | 67660             | Betschdorf                  | 4192                             | 28,11         | 149                       | Wissembourg Soultz-sous-Forêts | Haguenau-Wissembourg Wissembourg               | Outre-Forêt                   |
| 67036      | 67320             | Bettwiller                  | 305                              | 4,06          | 75                        | Ingwiller Drulingen | Saverne                                        | Alsace Bossue                 |
| 67037      | 67360             | Biblisheim                  | 357                              | 2,24          | 159                       | Reichshoffen Wœrth | Haguenau-Wissembourg Wissembourg               | Sauer-Pechelbronn             |
| 67038      | 67720             | Bietlenheim                 | 308                              | 2,13          | 145                       | Brumath | Haguenau-Wissembourg Strasbourg-Campagne       | Basse Zorn                    |
| 67039      | 67170             | Bilwisheim                  | 539                              | 2,56          | 211                       | Brumath | Haguenau-Wissembourg Strasbourg-Campagne       | Haguenau                      |
| 67040      | 67600             | Bindernheim                 | 1048                             | 6,62          | 158                       | Sélestat Marckolsheim | Sélestat-Erstein                               | Ried de Marckolsheim          |
| 67043      | 67800             | Bischheim                   | 17.939                           | 4,41          | 4068                      | Schiltigheim Bischheim | Strasbourg Strasbourg-Campagne                 | Eurométropole de Strasbourg   |
| 67044      | 67340             | Bischholtz                  | 252                              | 2,39          | 105                       | Ingwiller Bouxwiller | Saverne                                        | Hanau-La Petite Pierre        |
| 67045      | 67870             | Bischoffsheim               | 3352                             | 12,33         | 272                       | Molsheim Rosheim | Molsheim                                       | Portes de Rosheim             |
| 67046      | 67240             | Bischwiller                 | 12.435                           | 17,25         | 721                       | Bischwiller | Haguenau-Wissembourg Haguenau                  | Haguenau                      |
| 67047      | 67260             | Bissert                     | 156                              | 3,37          | 46                        | Ingwiller Sarre-Union | Saverne                                        | Alsace Bossue                 |
| 67048      | 67350             | Bitschhoffen                | 460                              | 2,54          | 181                       | Reichshoffen Niederbronn-les-Bains | Haguenau-Wissembourg Haguenau                  | Haguenau                      |
| 67049      | 67113             | Blaesheim                   | 1356                             | 9,96          | 136                       | Lingolsheim Geispolsheim | Strasbourg Strasbourg-Campagne                 | Eurométropole de Strasbourg   |
| 67050      | 67130             | Blancherupt                 | 31                               | 2,65          | 12                        | Mutzig Schirmeck | Molsheim                                       | Vallée de la Bruche           |
| 67051      | 67650             | Blienschwiller              | 308                              | 3,07          | 100                       | Obernai Barr | Sélestat-Erstein                               | Pays de Barr                  |
| 67052      | 67530             | Bœrsch                      | 2412                             | 23,39         | 103                       | Molsheim Rosheim | Molsheim                                       | Portes de Rosheim             |
| 67053      | 67390             | Bœsenbiesen                 | 320                              | 3,81          | 84                        | Sélestat Marckolsheim | Sélestat-Erstein                               | Ried de Marckolsheim          |
| 67054      | 67150             | Bolsenheim                  | 574                              | 4,35          | 132                       | Erstein | Sélestat-Erstein                               | Canton d’Erstein              |
| 67055      | 67860             | Boofzheim                   | 1384                             | 11,94         | 116                       | Erstein Benfeld | Sélestat-Erstein                               | Canton d’Erstein              |
| 67056      | 67390             | Bootzheim                   | 790                              | 5,91          | 134                       | Sélestat Marckolsheim | Sélestat-Erstein                               | Ried de Marckolsheim          |
| 67057      | 67330             | Bosselshausen               | 171                              | 3,29          | 52                        | Bouxwiller | Saverne                                        | Hanau-La Petite Pierre        |
| 67058      | 67270             | Bossendorf                  | 383                              | 3,98          | 96                        | Bouxwiller Hochfelden | Saverne Strasbourg-Campagne                    | Pays de la Zorn               |
| 67059      | 67420             | Bourg-Bruche                | 381                              | 15,02         | 25                        | Mutzig Saales | Molsheim                                       | Vallée de la Bruche           |
| 67060      | 67140             | Bourgheim                   | 635                              | 2,83          | 224                       | Obernai | Sélestat-Erstein                               | Pays de Barr                  |
| 67061      | 67330             | Bouxwiller                  | 3712                             | 25,59         | 145                       | Bouxwiller | Saverne                                        | Hanau-La Petite Pierre        |
| 67062      | 67220             | Breitenau                   | 335                              | 4,29          | 78                        | Mutzig Villé | Sélestat-Erstein                               | Vallée de Villé               |
| 67063      | 67220             | Breitenbach                 | 663                              | 11,73         | 57                        | Mutzig Villé | Sélestat-Erstein                               | Vallée de Villé               |
| 67065      | 67112             | Breuschwickersheim          | 1337                             | 5,06          | 264                       | Lingolsheim Mundolsheim | Strasbourg Strasbourg-Campagne                 | Eurométropole de Strasbourg   |
| 67067      | 67170             | Brumath                     | 10.238                           | 29,54         | 347                       | Brumath | Haguenau-Wissembourg Strasbourg-Campagne       | Haguenau                      |
| 67069      | 67470             | Buhl                        | 505                              | 4,40          | 115                       | Wissembourg Seltz | Haguenau-Wissembourg Wissembourg               | Plaine du Rhin                |
| 67070      | 67260             | Burbach                     | 277                              | 6,34          | 44                        | Ingwiller Drulingen | Saverne                                        | Alsace Bossue                 |
| 67071      | 67320             | Bust                        | 470                              | 6,76          | 70                        | Ingwiller Drulingen | Saverne                                        | Alsace Bossue                 |
| 67068      | 67350             | Buswiller                   | 286                              | 2,30          | 124                       | Bouxwiller | Saverne                                        | Hanau-La Petite Pierre        |
| 67072      | 67430             | Butten                      | 662                              | 15,19         | 44                        | Ingwiller Sarre-Union | Saverne                                        | Alsace Bossue                 |
| 67073      | 67730             | Châtenois                   | 4235                             | 14,57         | 291                       | Sélestat | Sélestat-Erstein                               | Sélestat                      |
| 67074      | 67160             | Cleebourg                   | 640                              | 10,59         | 60                        | Wissembourg | Haguenau-Wissembourg Wissembourg               | Pays de Wissembourg           |
| 67075      | 67510             | Climbach                    | 459                              | 7,15          | 64                        | Wissembourg | Haguenau-Wissembourg Wissembourg               | Pays de Wissembourg           |
| 67076      | 67420             | Colroy-la-Roche             | 471                              | 8,18          | 58                        | Mutzig Saales | Molsheim                                       | Vallée de la Bruche           |
| 67077      | 67310             | Cosswiller                  | 575                              | 15,75         | 37                        | Saverne Wasselonne | Molsheim                                       | Mossig et Vignoble            |
| 67078      | 67310             | Crastatt                    | 281                              | 3,39          | 83                        | Saverne Marmoutier | Molsheim Saverne                               | Mossig et Vignoble            |
| 67079      | 67470             | Crœttwiller                 | 178                              | 2,55          | 70                        | Wissembourg Seltz | Haguenau-Wissembourg Wissembourg               | Plaine du Rhin                |
| 67080      | 67120             | Dachstein                   | 1783                             | 7,46          | 239                       | Molsheim | Molsheim                                       | Région de Molsheim-Mutzig     |
| 67081      | 67310             | Dahlenheim                  | 784                              | 5,35          | 147                       | Molsheim Wasselonne | Molsheim                                       | Mossig et Vignoble            |
| 67082      | 67770             | Dalhunden                   | 1221                             | 7,45          | 164                       | Bischwiller | Haguenau-Wissembourg Haguenau                  | Pays Rhénan                   |
| 67083      | 67110             | Dambach                     | 758                              | 30,50         | 25                        | Reichshoffen Niederbronn-les-Bains | Haguenau-Wissembourg Haguenau                  | Pays de Niederbronn-les-Bains |
| 67084      | 67650             | Dambach-la-Ville            | 2207                             | 28,83         | 77                        | Obernai Barr | Sélestat-Erstein                               | Pays de Barr                  |
| 67085      | 67310             | Dangolsheim                 | 697                              | 4,47          | 156                       | Molsheim Wasselonne | Molsheim                                       | Mossig et Vignoble            |
| 67086      | 67150             | Daubensand                  | 428                              | 3,87          | 111                       | Erstein | Sélestat-Erstein                               | Canton d’Erstein              |
| 67087      | 67350             | Dauendorf                   | 1448                             | 7,63          | 190                       | Haguenau | Haguenau-Wissembourg Haguenau                  | Haguenau                      |
| 67088      | 67430             | Dehlingen                   | 347                              | 10,02         | 35                        | Ingwiller Sarre-Union | Saverne                                        | Alsace Bossue                 |
| 67089      | 67490             | Dettwiller                  | 2582                             | 10,77         | 240                       | Saverne | Saverne                                        | Pays de Saverne               |
| 67090      | 67230             | Diebolsheim                 | 670                              | 7,03          | 95                        | Erstein Marckolsheim | Sélestat-Erstein                               | Canton d’Erstein              |
| 67091      | 67260             | Diedendorf                  | 344                              | 10,11         | 34                        | Ingwiller Sarre-Union | Saverne                                        | Alsace Bossue                 |
| 67092      | 67220             | Dieffenbach-au-Val          | 641                              | 2,95          | 217                       | Mutzig Villé | Sélestat-Erstein                               | Vallée de Villé               |
| 67093      | 67360             | Dieffenbach-lès-Wœrth       | 347                              | 3,61          | 96                        | Reichshoffen Wœrth | Haguenau-Wissembourg Wissembourg               | Sauer-Pechelbronn             |
| 67094      | 67650             | Dieffenthal                 | 249                              | 1,51          | 165                       | Sélestat | Sélestat-Erstein                               | Sélestat                      |
| 67095      | 67430             | Diemeringen                 | 1592                             | 8,81          | 181                       | Ingwiller Drulingen | Saverne                                        | Alsace Bossue                 |
| 67096      | 67440             | Dimbsthal                   | 325                              | 1,91          | 170                       | Saverne Marmoutier | Saverne                                        | Pays de Saverne               |
| 67097      | 67370             | Dingsheim                   | 1222                             | 4,95          | 247                       | Bouxwiller Truchtersheim | Saverne Strasbourg-Campagne                    | Kochersberg                   |
| 67098      | 67190             | Dinsheim-sur-Bruche         | 1501                             | 4,98          | 301                       | Mutzig Molsheim | Molsheim                                       | Région de Molsheim-Mutzig     |
| 67099      | 67430             | Domfessel                   | 278                              | 6,23          | 45                        | Ingwiller Sarre-Union | Saverne                                        | Alsace Bossue                 |
| 67100      | 67170             | Donnenheim                  | 363                              | 3,76          | 97                        | Brumath | Haguenau-Wissembourg Strasbourg-Campagne       | Haguenau                      |
| 67101      | 67120             | Dorlisheim                  | 2616                             | 11,53         | 227                       | Molsheim | Molsheim                                       | Région de Molsheim-Mutzig     |
| 67102      | 67117             | Dossenheim-Kochersberg      | 316                              | 1,79          | 177                       | Bouxwiller Truchtersheim | Saverne Strasbourg-Campagne                    | Kochersberg                   |
| 67103      | 67330             | Dossenheim-sur-Zinsel       | 1036                             | 17,20         | 60                        | Ingwiller Bouxwiller | Saverne                                        | Hanau-La Petite Pierre        |
| 67104      | 67160             | Drachenbronn-Birlenbach     | 591                              | 7,13          | 83                        | Wissembourg Soultz-sous-Forêts | Haguenau-Wissembourg Wissembourg               | Pays de Wissembourg           |
| 67105      | 67320             | Drulingen                   | 1417                             | 4,49          | 316                       | Ingwiller Drulingen | Saverne                                        | Alsace Bossue                 |
| 67106      | 67410             | Drusenheim                  | 5292                             | 15,73         | 336                       | Bischwiller | Haguenau-Wissembourg Haguenau                  | Pays Rhénan                   |
| 67107      | 67270             | Duntzenheim                 | 656                              | 6,21          | 106                       | Bouxwiller Hochfelden | Saverne Strasbourg-Campagne                    | Pays de la Zorn               |
| 67108      | 67120             | Duppigheim                  | 1839                             | 7,38          | 249                       | Molsheim Geispolsheim | Molsheim Strasbourg-Campagne                   | Région de Molsheim-Mutzig     |
| 67109      | 67270             | Durningen                   | 676                              | 4,02          | 168                       | Bouxwiller Truchtersheim | Saverne Strasbourg-Campagne                    | Kochersberg                   |
| 67110      | 67360             | Durrenbach                  | 1106                             | 5,30          | 209                       | Reichshoffen Wœrth | Haguenau-Wissembourg Wissembourg               | Sauer-Pechelbronn             |
| 67111      | 67320             | Durstel                     | 421                              | 4,76          | 88                        | Ingwiller Drulingen | Saverne                                        | Alsace Bossue                 |
| 67112      | 67120             | Duttlenheim                 | 2903                             | 8,60          | 338                       | Molsheim | Molsheim                                       | Région de Molsheim-Mutzig     |
| 67113      | 67470             | Eberbach-Seltz              | 429                              | 4,14          | 104                       | Wissembourg Seltz | Haguenau-Wissembourg Wissembourg               | Plaine du Rhin                |
| 67115      | 67600             | Ebersheim                   | 2291                             | 13,66         | 168                       | Sélestat | Sélestat-Erstein                               | Sélestat                      |
| 67116      | 67600             | Ebersmunster                | 557                              | 7,39          | 75                        | Sélestat | Sélestat-Erstein                               | Sélestat                      |
| 67117      | 67700             | Eckartswiller               | 425                              | 12,43         | 34                        | Saverne | Saverne                                        | Pays de Saverne               |
| 67118      | 67201             | Eckbolsheim                 | 7199                             | 5,34          | 1348                      | Hœnheim Mundolsheim | Strasbourg Strasbourg-Campagne                 | Eurométropole de Strasbourg   |
| 67119      | 67550             | Eckwersheim                 | 1403                             | 7,46          | 188                       | Brumath | Strasbourg Strasbourg-Campagne                 | Eurométropole de Strasbourg   |
| 67120      | 67140             | Eichhoffen                  | 513                              | 2,30          | 223                       | Obernai Barr | Sélestat-Erstein                               | Pays de Barr                  |
| 67121      | 67390             | Elsenheim                   | 802                              | 9,61          | 83                        | Sélestat Marckolsheim | Sélestat-Erstein                               | Ried de Marckolsheim          |
| 67123      | 67350             | Engwiller                   | 478                              | 3,74          | 128                       | Reichshoffen Niederbronn-les-Bains | Haguenau-Wissembourg Haguenau                  | Haguenau                      |
| 67124      | 67960             | Entzheim                    | 2520                             | 8,17          | 308                       | Lingolsheim Geispolsheim | Strasbourg Strasbourg-Campagne                 | Eurométropole de Strasbourg   |
| 67125      | 67680             | Epfig                       | 2246                             | 21,90         | 103                       | Obernai Barr | Sélestat-Erstein                               | Pays de Barr                  |
| 67126      | 67290             | Erckartswiller              | 293                              | 10,46         | 28                        | Ingwiller La Petite-Pierre | Saverne                                        | Hanau-La Petite Pierre        |
| 67127      | 67120             | Ergersheim                  | 1455                             | 6,51          | 224                       | Molsheim | Molsheim                                       | Région de Molsheim-Mutzig     |
| 67128      | 67120             | Ernolsheim-Bruche           | 1904                             | 6,59          | 289                       | Molsheim | Molsheim                                       | Région de Molsheim-Mutzig     |
| 67129      | 67330             | Ernolsheim-lès-Saverne      | 601                              | 10,94         | 55                        | Saverne | Saverne                                        | Pays de Saverne               |
| 67130      | 67150             | Erstein                     | 10.887                           | 36,22         | 301                       | Erstein | Sélestat-Erstein                               | Canton d’Erstein              |
| 67131      | 67114             | Eschau                      | 5746                             | 11,83         | 486                       | Illkirch-Graffenstaden Geispolsheim | Strasbourg Strasbourg-Campagne                 | Eurométropole de Strasbourg   |
| 67132      | 67360             | Eschbach                    | 960                              | 3,97          | 242                       | Reichshoffen Wœrth | Haguenau-Wissembourg Wissembourg               | Sauer-Pechelbronn             |
| 67133      | 67320             | Eschbourg                   | 461                              | 14,05         | 33                        | Ingwiller La Petite-Pierre | Saverne                                        | Hanau-La Petite Pierre        |
| 67134      | 67320             | Eschwiller                  | 180                              | 3,49          | 52                        | Ingwiller Drulingen | Saverne                                        | Alsace Bossue                 |
| 67135      | 67350             | Ettendorf                   | 751                              | 6,34          | 118                       | Bouxwiller Hochfelden | Saverne Strasbourg-Campagne                    | Pays de la Zorn               |
| 67136      | 67320             | Eywiller                    | 276                              | 4,69          | 59                        | Ingwiller Drulingen | Saverne                                        | Alsace Bossue                 |
| 67137      | 67640             | Fegersheim                  | 5777                             | 6,25          | 924                       | Lingolsheim Geispolsheim | Strasbourg Strasbourg-Campagne                 | Eurométropole de Strasbourg   |
| 67138      | 67117             | Fessenheim-le-Bas           | 583                              | 4,95          | 118                       | Bouxwiller Truchtersheim | Saverne Strasbourg-Campagne                    | Kochersberg                   |
| 67139      | 67310             | Flexbourg                   | 483                              | 1,70          | 284                       | Molsheim Wasselonne | Molsheim                                       | Mossig et Vignoble            |
| 67140      | 67480             | Forstfeld                   | 793                              | 4,90          | 162                       | Bischwiller | Haguenau-Wissembourg Haguenau                  | Pays Rhénan                   |
| 67141      | 67580             | Forstheim                   | 597                              | 5,05          | 118                       | Reichshoffen Wœrth | Haguenau-Wissembourg Wissembourg               | Sauer-Pechelbronn             |
| 67142      | 67480             | Fort-Louis                  | 287                              | 12,31         | 23                        | Bischwiller | Haguenau-Wissembourg Haguenau                  | Pays Rhénan                   |
| 67143      | 67220             | Fouchy                      | 636                              | 7,87          | 81                        | Mutzig Villé | Sélestat-Erstein                               | Vallée de Villé               |
| 67144      | 67130             | Fouday                      | 358                              | 2,05          | 175                       | Mutzig Schirmeck | Molsheim                                       | Vallée de la Bruche           |
| 67145      | 67490             | Friedolsheim                | 269                              | 3,52          | 76                        | Saverne Hochfelden | Saverne Strasbourg-Campagne                    | Pays de Saverne               |
| 67146      | 67860             | Friesenheim                 | 614                              | 12,03         | 51                        | Erstein Benfeld | Sélestat-Erstein                               | Canton d’Erstein              |
| 67147      | 67360             | Frœschwiller                | 495                              | 5,75          | 86                        | Reichshoffen Wœrth | Haguenau-Wissembourg Wissembourg               | Sauer-Pechelbronn             |
| 67148      | 67290             | Frohmuhl                    | 159                              | 1,64          | 97                        | Ingwiller La Petite-Pierre | Saverne                                        | Hanau-La Petite Pierre        |
| 67149      | 67700             | Furchhausen                 | 406                              | 2,86          | 142                       | Saverne | Saverne                                        | Pays de Saverne               |
| 67150      | 67117             | Furdenheim                  | 1507                             | 5,81          | 259                       | Bouxwiller Truchtersheim | Saverne Strasbourg-Campagne                    | Kochersberg                   |
| 67151      | 67760             | Gambsheim                   | 5213                             | 17,38         | 300                       | Brumath | Haguenau-Wissembourg Strasbourg-Campagne       | Pays Rhénan                   |
| 67152      | 67118             | Geispolsheim                | 7603                             | 21,95         | 346                       | Lingolsheim Geispolsheim | Strasbourg Strasbourg-Campagne                 | Eurométropole de Strasbourg   |
| 67153      | 67270             | Geiswiller-Zœbersdorf       | 387                              | 5,05          | 77                        | Bouxwiller | Saverne                                        | Pays de la Zorn               |
| 67154      | 67150             | Gerstheim                   | 3463                             | 16,42         | 211                       | Erstein | Sélestat-Erstein                               | Canton d’Erstein              |
| 67155      | 67140             | Gertwiller                  | 1273                             | 4,89          | 260                       | Obernai Barr | Sélestat-Erstein                               | Pays de Barr                  |
| 67156      | 67170             | Geudertheim                 | 2675                             | 11,27         | 237                       | Brumath | Haguenau-Wissembourg Strasbourg-Campagne       | Basse Zorn                    |
| 67159      | 67320             | Gœrlingen                   | 199                              | 3,77          | 53                        | Ingwiller Drulingen | Saverne                                        | Alsace Bossue                 |
| 67160      | 67360             | Gœrsdorf                    | 1054                             | 13,14         | 80                        | Reichshoffen Wœrth | Haguenau-Wissembourg Wissembourg               | Sauer-Pechelbronn             |
| 67161      | 67700             | Gottenhouse                 | 373                              | 1,25          | 298                       | Saverne Marmoutier | Saverne                                        | Pays de Saverne               |
| 67162      | 67490             | Gottesheim                  | 353                              | 5,11          | 69                        | Saverne | Saverne                                        | Pays de Saverne               |
| 67163      | 67270             | Gougenheim                  | 543                              | 6,58          | 83                        | Bouxwiller Truchtersheim | Saverne Strasbourg-Campagne                    | Kochersberg                   |
| 67164      | 67210             | Goxwiller                   | 835                              | 3,30          | 253                       | Obernai | Sélestat-Erstein                               | Pays de Barr                  |
| 67165      | 67130             | Grandfontaine               | 384                              | 39,52         | 10                        | Mutzig Schirmeck | Molsheim                                       | Vallée de la Bruche           |
| 67166      | 67350             | Grassendorf                 | 255                              | 2,24          | 114                       | Bouxwiller Hochfelden | Saverne Strasbourg-Campagne                    | Pays de la Zorn               |
| 67167      | 67190             | Grendelbruch                | 1224                             | 14,63         | 84                        | Molsheim Rosheim | Molsheim                                       | Portes de Rosheim             |
| 67168      | 67190             | Gresswiller                 | 1661                             | 9,27          | 179                       | Mutzig Molsheim | Molsheim                                       | Région de Molsheim-Mutzig     |
| 67169      | 67240             | Gries                       | 2879                             | 12,23         | 235                       | Brumath | Haguenau-Wissembourg Strasbourg-Campagne       | Basse Zorn                    |
| 67172      | 67870             | Griesheim-près-Molsheim     | 2303                             | 4,62          | 498                       | Molsheim Rosheim | Molsheim                                       | Portes de Rosheim             |
| 67173      | 67370             | Griesheim-sur-Souffel       | 1231                             | 4,19          | 294                       | Bouxwiller Truchtersheim | Saverne Strasbourg-Campagne                    | Kochersberg                   |
| 67174      | 67110             | Gumbrechtshoffen            | 1128                             | 5,74          | 197                       | Reichshoffen Niederbronn-les-Bains | Haguenau-Wissembourg Haguenau                  | Pays de Niederbronn-les-Bains |
| 67176      | 67110             | Gundershoffen               | 3779                             | 17,55         | 215                       | Reichshoffen Niederbronn-les-Bains | Haguenau-Wissembourg Haguenau                  | Pays de Niederbronn-les-Bains |
| 67178      | 67320             | Gungwiller                  | 285                              | 1,65          | 173                       | Ingwiller Drulingen | Saverne                                        | Alsace Bossue                 |
| 67177      | 67360             | Gunstett                    | 625                              | 6,30          | 99                        | Reichshoffen Wœrth | Haguenau-Wissembourg Wissembourg               | Sauer-Pechelbronn             |
| 67179      | 67700             | Haegen                      | 652                              | 20,32         | 32                        | Saverne Marmoutier | Saverne                                        | Pays de Saverne               |
| 67180      | 67500             | Haguenau                    | 35.715                           | 182,59        | 196                       | Haguenau | Haguenau-Wissembourg Haguenau                  | Haguenau                      |
| 67181      | 67117             | Handschuheim                | 277                              | 2,40          | 115                       | Bouxwiller Truchtersheim | Saverne Strasbourg-Campagne                    | Kochersberg                   |
| 67182      | 67980             | Hangenbieten                | 1740                             | 4,11          | 423                       | Lingolsheim Mundolsheim | Strasbourg Strasbourg-Campagne                 | Eurométropole de Strasbourg   |
| 67183      | 67260             | Harskirchen                 | 888                              | 14,42         | 62                        | Ingwiller Sarre-Union | Saverne                                        | Alsace Bossue                 |
| 67184      | 67690             | Hatten                      | 1904                             | 18,91         | 101                       | Wissembourg Soultz-sous-Forêts | Haguenau-Wissembourg Wissembourg               | Outre-Forêt                   |
| 67185      | 67330             | Hattmatt                    | 652                              | 4,15          | 157                       | Saverne | Saverne                                        | Pays de Saverne               |
| 67186      | 67360             | Hegeney                     | 439                              | 1,76          | 249                       | Reichshoffen Wœrth | Haguenau-Wissembourg Wissembourg               | Sauer-Pechelbronn             |
| 67187      | 67390             | Heidolsheim                 | 564                              | 5,92          | 95                        | Sélestat Marckolsheim | Sélestat-Erstein                               | Ried de Marckolsheim          |
| 67188      | 67190             | Heiligenberg                | 703                              | 5,47          | 129                       | Mutzig Molsheim | Molsheim                                       | Région de Molsheim-Mutzig     |
| 67189      | 67140             | Heiligenstein               | 938                              | 3,99          | 235                       | Obernai Barr | Sélestat-Erstein                               | Pays de Barr                  |
| 67190      | 67440             | Hengwiller                  | 195                              | 2,15          | 91                        | Saverne Marmoutier | Saverne                                        | Pays de Saverne               |
| 67191      | 67260             | Herbitzheim                 | 1842                             | 21,73         | 85                        | Ingwiller Sarre-Union | Saverne                                        | Alsace Bossue                 |
| 67192      | 67230             | Herbsheim                   | 954                              | 8,60          | 111                       | Erstein Benfeld | Sélestat-Erstein                               | Canton d’Erstein              |
| 67194      | 67850             | Herrlisheim                 | 4631                             | 14,38         | 322                       | Bischwiller | Haguenau-Wissembourg Haguenau                  | Pays Rhénan                   |
| 67195      | 67390             | Hessenheim                  | 622                              | 5,21          | 119                       | Sélestat Marckolsheim | Sélestat-Erstein                               | Ried de Marckolsheim          |
| 67196      | 67600             | Hilsenheim                  | 2626                             | 19,91         | 132                       | Sélestat Marckolsheim | Sélestat-Erstein                               | Ried de Marckolsheim          |
| 67197      | 67150             | Hindisheim                  | 1539                             | 11,84         | 130                       | Erstein | Sélestat-Erstein                               | Canton d’Erstein              |
| 67198      | 67290             | Hinsbourg                   | 113                              | 3,28          | 34                        | Ingwiller La Petite-Pierre | Saverne                                        | Hanau-La Petite Pierre        |
| 67199      | 67260             | Hinsingen                   | 81                               | 2,98          | 27                        | Ingwiller Sarre-Union | Saverne                                        | Alsace Bossue                 |
| 67200      | 67150             | Hipsheim                    | 1006                             | 4,52          | 223                       | Erstein | Sélestat-Erstein                               | Canton d’Erstein              |
| 67201      | 67320             | Hirschland                  | 297                              | 10,73         | 28                        | Ingwiller Drulingen | Saverne                                        | Alsace Bossue                 |
| 67202      | 67270             | Hochfelden                  | 4042                             | 15,76         | 256                       | Bouxwiller Hochfelden | Saverne Strasbourg-Campagne                    | Pays de la Zorn               |
| 67203      | 67170             | Hochstett                   | 409                              | 2,13          | 192                       | Haguenau | Haguenau-Wissembourg Haguenau                  | Haguenau                      |
| 67204      | 67800             | Hœnheim                     | 11.469                           | 3,42          | 3354                      | Hœnheim Bischheim | Strasbourg Strasbourg-Campagne                 | Eurométropole de Strasbourg   |
| 67205      | 67720             | Hœrdt                       | 4565                             | 16,56         | 276                       | Brumath | Haguenau-Wissembourg Strasbourg-Campagne       | Basse Zorn                    |
| 67206      | 67250             | Hoffen                      | 1142                             | 9,45          | 121                       | Wissembourg Soultz-sous-Forêts | Haguenau-Wissembourg Wissembourg               | Outre-Forêt                   |
| 67208      | 67310             | Hohengœft                   | 536                              | 3,43          | 156                       | Saverne Marmoutier | Molsheim Saverne                               | Mossig et Vignoble            |
| 67209      | 67270             | Hohfrankenheim              | 278                              | 2,76          | 101                       | Bouxwiller Hochfelden | Saverne Strasbourg-Campagne                    | Pays de la Zorn               |
| 67212      | 67810             | Holtzheim                   | 3931                             | 6,91          | 569                       | Lingolsheim Geispolsheim | Strasbourg Strasbourg-Campagne                 | Eurométropole de Strasbourg   |
| 67213      | 67250             | Hunspach                    | 621                              | 5,49          | 113                       | Wissembourg Soultz-sous-Forêts | Haguenau-Wissembourg Wissembourg               | Pays de Wissembourg           |
| 67214      | 67117             | Hurtigheim                  | 1017                             | 4,63          | 220                       | Bouxwiller Truchtersheim | Saverne Strasbourg-Campagne                    | Kochersberg                   |
| 67215      | 67270             | Huttendorf                  | 494                              | 4,40          | 112                       | Haguenau | Haguenau-Wissembourg Haguenau                  | Haguenau                      |
| 67216      | 67230             | Huttenheim                  | 2697                             | 12,55         | 215                       | Erstein Benfeld | Sélestat-Erstein                               | Canton d’Erstein              |
| 67217      | 67640             | Ichtratzheim                | 383                              | 3,09          | 124                       | Erstein | Sélestat-Erstein                               | Canton d’Erstein              |
| 67218      | 67400             | Illkirch-Graffenstaden      | 27.118                           | 22,21         | 1221                      | Illkirch-Graffenstaden | Strasbourg                                     | Eurométropole de Strasbourg   |
| 67220      | 67270             | Ingenheim                   | 359                              | 5,37          | 67                        | Bouxwiller Hochfelden | Saverne Strasbourg-Campagne                    | Pays de la Zorn               |
| 67221      | 67250             | Ingolsheim                  | 357                              | 4,46          | 80                        | Wissembourg Soultz-sous-Forêts | Haguenau-Wissembourg Wissembourg               | Pays de Wissembourg           |
| 67222      | 67340             | Ingwiller                   | 4011                             | 18,05         | 222                       | Ingwiller Bouxwiller | Saverne                                        | Hanau-La Petite Pierre        |
| 67223      | 67880             | Innenheim                   | 1221                             | 6,24          | 196                       | Molsheim Obernai | Sélestat-Erstein                               | Pays de Sainte-Odile          |
| 67225      | 67330             | Issenhausen                 | 111                              | 2,10          | 53                        | Bouxwiller Hochfelden | Saverne Strasbourg-Campagne                    | Pays de la Zorn               |
| 67226      | 67117             | Ittenheim                   | 2093                             | 6,71          | 312                       | Bouxwiller Mundolsheim | Saverne Strasbourg-Campagne                    | Kochersberg                   |
| 67227      | 67140             | Itterswiller                | 224                              | 1,18          | 190                       | Obernai Barr | Sélestat-Erstein                               | Pays de Barr                  |
| 67229      | 67440             | Jetterswiller               | 195                              | 3,54          | 55                        | Saverne Marmoutier | Molsheim Saverne                               | Mossig et Vignoble            |
| 67230      | 67240             | Kaltenhouse                 | 2478                             | 3,72          | 666                       | Bischwiller Haguenau | Haguenau-Wissembourg Haguenau                  | Haguenau                      |
| 67231      | 67480             | Kauffenheim                 | 215                              | 2,24          | 96                        | Bischwiller | Haguenau-Wissembourg Haguenau                  | Pays Rhénan                   |
| 67232      | 67250             | Keffenach                   | 204                              | 2,39          | 85                        | Wissembourg Soultz-sous-Forêts | Haguenau-Wissembourg Wissembourg               | Outre-Forêt                   |
| 67233      | 67230             | Kertzfeld                   | 1190                             | 9,43          | 126                       | Erstein Benfeld | Sélestat-Erstein                               | Canton d’Erstein              |
| 67234      | 67260             | Keskastel                   | 1493                             | 18,87         | 79                        | Ingwiller Sarre-Union | Saverne                                        | Alsace Bossue                 |
| 67235      | 67930             | Kesseldorf                  | 445                              | 7,26          | 61                        | Wissembourg Seltz | Haguenau-Wissembourg Wissembourg               | Plaine du Rhin                |
| 67236      | 67270             | Kienheim                    | 542                              | 3,18          | 170                       | Bouxwiller Truchtersheim | Saverne Strasbourg-Campagne                    | Kochersberg                   |
| 67237      | 67840             | Kilstett                    | 2491                             | 6,90          | 361                       | Brumath | Haguenau-Wissembourg Strasbourg-Campagne       | Pays Rhénan                   |
| 67238      | 67350             | Kindwiller                  | 645                              | 5,97          | 108                       | Reichshoffen Niederbronn-les-Bains | Haguenau-Wissembourg Haguenau                  | Haguenau                      |
| 67239      | 67600             | Kintzheim                   | 1680                             | 18,78         | 89                        | Sélestat | Sélestat-Erstein                               | Sélestat                      |
| 67240      | 67520             | Kirchheim                   | 704                              | 2,30          | 306                       | Molsheim Wasselonne | Molsheim                                       | Mossig et Vignoble            |
| 67241      | 67320             | Kirrberg                    | 146                              | 6,35          | 23                        | Ingwiller Drulingen | Saverne                                        | Alsace Bossue                 |
| 67242      | 67330             | Kirrwiller                  | 537                              | 4,89          | 110                       | Bouxwiller | Saverne                                        | Hanau-La Petite Pierre        |
| 67244      | 67440             | Kleingœft                   | 157                              | 2,50          | 63                        | Saverne Marmoutier | Saverne                                        | Pays de Saverne               |
| 67245      | 67310             | Knœrsheim                   | 192                              | 2,36          | 81                        | Saverne Marmoutier | Molsheim Saverne                               | Mossig et Vignoble            |
| 67246      | 67230             | Kogenheim                   | 1241                             | 11,77         | 105                       | Erstein Benfeld | Sélestat-Erstein                               | Canton d’Erstein              |
| 67247      | 67120             | Kolbsheim                   | 1002                             | 3,33          | 301                       | Lingolsheim Geispolsheim | Strasbourg Strasbourg-Campagne                 | Eurométropole de Strasbourg   |
| 67248      | 67880             | Krautergersheim             | 1745                             | 6,37          | 274                       | Obernai | Sélestat-Erstein                               | Pays de Sainte-Odile          |
| 67249      | 67170             | Krautwiller                 | 230                              | 1,48          | 155                       | Brumath | Haguenau-Wissembourg Strasbourg-Campagne       | Haguenau                      |
| 67250      | 67170             | Kriegsheim                  | 782                              | 3,93          | 199                       | Brumath | Haguenau-Wissembourg Strasbourg-Campagne       | Haguenau                      |
| 67252      | 67240             | Kurtzenhouse                | 1082                             | 3,58          | 302                       | Brumath | Haguenau-Wissembourg Strasbourg-Campagne       | Basse Zorn                    |
| 67253      | 67520             | Kuttolsheim                 | 646                              | 4,59          | 141                       | Bouxwiller Truchtersheim | Saverne Strasbourg-Campagne                    | Kochersberg                   |
| 67254      | 67250             | Kutzenhausen                | 921                              | 7,20          | 128                       | Reichshoffen Soultz-sous-Forêts | Haguenau-Wissembourg Wissembourg               | Sauer-Pechelbronn             |
| 67066      | 67130 67570       | La Broque                   | 2595                             | 23,07         | 112                       | Mutzig Schirmeck | Molsheim                                       | Vallée de la Bruche           |
| 67371      | 67290             | La Petite-Pierre            | 612                              | 19,57         | 31                        | Ingwiller La Petite-Pierre | Saverne                                        | Hanau-La Petite Pierre        |
| 67505      | 67730             | La Vancelle                 | 400                              | 7,88          | 51                        | Sélestat | Sélestat-Erstein                               | Sélestat                      |
| 67519      | 67610             | La Wantzenau                | 5894                             | 25,39         | 232                       | Brumath | Strasbourg Strasbourg-Campagne                 | Eurométropole de Strasbourg   |
| 67255      | 67220             | Lalaye                      | 487                              | 8,18          | 60                        | Mutzig Villé | Sélestat-Erstein                               | Vallée de Villé               |
| 67256      | 67450             | Lampertheim                 | 3458                             | 6,58          | 526                       | Hœnheim Mundolsheim | Strasbourg Strasbourg-Campagne                 | Eurométropole de Strasbourg   |
| 67257      | 67250             | Lampertsloch                | 702                              | 10,43         | 67                        | Reichshoffen Wœrth | Haguenau-Wissembourg Wissembourg               | Sauer-Pechelbronn             |
| 67258      | 67700             | Landersheim                 | 190                              | 2,13          | 89                        | Saverne Marmoutier | Saverne                                        | Pays de Saverne               |
| 67259      | 67360             | Langensoultzbach            | 911                              | 13,09         | 70                        | Reichshoffen Wœrth | Haguenau-Wissembourg Wissembourg               | Sauer-Pechelbronn             |
| 67260      | 67580             | Laubach                     | 316                              | 1,69          | 187                       | Reichshoffen Wœrth | Haguenau-Wissembourg Wissembourg               | Sauer-Pechelbronn             |
| 67261      | 67630             | Lauterbourg                 | 2339                             | 11,25         | 208                       | Wissembourg Lauterbourg | Haguenau-Wissembourg Wissembourg               | Plaine du Rhin                |
| 67210      | 67140             | Le Hohwald                  | 501                              | 20,84         | 24                        | Obernai Barr | Sélestat-Erstein                               | Pays de Barr                  |
| 67263      | 67510             | Lembach                     | 1531                             | 48,89         | 31                        | Reichshoffen Wissembourg | Haguenau-Wissembourg Wissembourg               | Sauer-Pechelbronn             |
| 67264      | 67480             | Leutenheim                  | 830                              | 10,39         | 80                        | Bischwiller | Haguenau-Wissembourg Haguenau                  | Pays Rhénan                   |
| 67265      | 67340             | Lichtenberg                 | 539                              | 12,12         | 44                        | Ingwiller La Petite-Pierre | Saverne                                        | Hanau-La Petite Pierre        |
| 67266      | 67150             | Limersheim                  | 686                              | 5,58          | 123                       | Erstein | Sélestat-Erstein                               | Canton d’Erstein              |
| 67267      | 67380             | Lingolsheim                 | 20.266                           | 5,69          | 3562                      | Lingolsheim Illkirch-Graffenstaden | Strasbourg Strasbourg-Campagne                 | Eurométropole de Strasbourg   |
| 67268      | 67640             | Lipsheim                    | 2670                             | 4,96          | 538                       | Lingolsheim Geispolsheim | Strasbourg Strasbourg-Campagne                 | Eurométropole de Strasbourg   |
| 67269      | 67490             | Littenheim                  | 302                              | 4,21          | 72                        | Saverne | Saverne                                        | Pays de Saverne               |
| 67270      | 67270             | Lixhausen                   | 372                              | 3,29          | 113                       | Bouxwiller Hochfelden | Saverne Strasbourg-Campagne                    | Pays de la Zorn               |
| 67271      | 67250             | Lobsann                     | 656                              | 2,73          | 240                       | Reichshoffen Soultz-sous-Forêts | Haguenau-Wissembourg Wissembourg               | Sauer-Pechelbronn             |
| 67272      | 67440             | Lochwiller                  | 390                              | 4,63          | 84                        | Saverne Marmoutier | Saverne                                        | Pays de Saverne               |
| 67273      | 67290             | Lohr                        | 492                              | 10,41         | 47                        | Ingwiller La Petite-Pierre | Saverne                                        | Hanau-La Petite Pierre        |
| 67274      | 67430             | Lorentzen                   | 235                              | 7,85          | 30                        | Ingwiller Sarre-Union | Saverne                                        | Alsace Bossue                 |
| 67275      | 67490             | Lupstein                    | 820                              | 7,82          | 105                       | Saverne | Saverne                                        | Pays de Saverne               |
| 67276      | 67130             | Lutzelhouse                 | 1907                             | 28,58         | 67                        | Mutzig Molsheim | Molsheim                                       | Vallée de la Bruche           |
| 67277      | 67390             | Mackenheim                  | 775                              | 11,79         | 66                        | Sélestat Marckolsheim | Sélestat-Erstein                               | Ried de Marckolsheim          |
| 67278      | 67430             | Mackwiller                  | 539                              | 9,02          | 60                        | Ingwiller Drulingen | Saverne                                        | Alsace Bossue                 |
| 67279      | 67700             | Maennolsheim                | 239                              | 2,74          | 87                        | Saverne | Saverne                                        | Pays de Saverne               |
| 67280      | 67220             | Maisonsgoutte               | 793                              | 4,87          | 163                       | Mutzig Villé | Sélestat-Erstein                               | Vallée de Villé               |
| 67281      | 67390             | Marckolsheim                | 4309                             | 33,36         | 129                       | Sélestat Marckolsheim | Sélestat-Erstein                               | Ried de Marckolsheim          |
| 67282      | 67520             | Marlenheim                  | 4211                             | 14,59         | 289                       | Molsheim Wasselonne | Molsheim                                       | Mossig et Vignoble            |
| 67283      | 67440             | Marmoutier                  | 2706                             | 14,07         | 192                       | Saverne Marmoutier | Saverne                                        | Pays de Saverne               |
| 67285      | 67150             | Matzenheim                  | 1490                             | 7,14          | 209                       | Erstein Benfeld | Sélestat-Erstein                               | Canton d’Erstein              |
| 67286      | 67210             | Meistratzheim               | 1503                             | 12,82         | 117                       | Obernai | Sélestat-Erstein                               | Pays de Sainte-Odile          |
| 67287      | 67270             | Melsheim                    | 567                              | 5,21          | 109                       | Bouxwiller Hochfelden | Saverne Strasbourg-Campagne                    | Pays de la Zorn               |
| 67288      | 67250             | Memmelshoffen               | 324                              | 1,82          | 178                       | Wissembourg Soultz-sous-Forêts | Haguenau-Wissembourg Wissembourg               | Outre-Forêt                   |
| 67289      | 67340             | Menchhoffen                 | 622                              | 4,27          | 146                       | Ingwiller Bouxwiller | Saverne                                        | Hanau-La Petite Pierre        |
| 67290      | 67250             | Merkwiller-Pechelbronn      | 925                              | 3,76          | 246                       | Reichshoffen Soultz-sous-Forêts | Haguenau-Wissembourg Wissembourg               | Sauer-Pechelbronn             |
| 67291      | 67580             | Mertzwiller                 | 3391                             | 6,96          | 487                       | Reichshoffen Niederbronn-les-Bains | Haguenau-Wissembourg Haguenau                  | Pays de Niederbronn-les-Bains |
| 67292      | 67580             | Mietesheim                  | 677                              | 8,49          | 80                        | Reichshoffen Niederbronn-les-Bains | Haguenau-Wissembourg Haguenau                  | Pays de Niederbronn-les-Bains |
| 67293      | 67270             | Minversheim                 | 684                              | 5,45          | 126                       | Bouxwiller Hochfelden | Saverne Strasbourg-Campagne                    | Pays de la Zorn               |
| 67295      | 67140             | Mittelbergheim              | 598                              | 3,83          | 156                       | Obernai Barr | Sélestat-Erstein                               | Pays de Barr                  |
| 67296      | 67206             | Mittelhausbergen            | 2094                             | 1,72          | 1217                      | Hœnheim Mundolsheim | Strasbourg Strasbourg-Campagne                 | Eurométropole de Strasbourg   |
| 67298      | 67170             | Mittelschaeffolsheim        | 571                              | 2,64          | 216                       | Brumath | Haguenau-Wissembourg Strasbourg-Campagne       | Haguenau                      |
| 67299      | 67190             | Mollkirch                   | 887                              | 12,47         | 71                        | Molsheim Rosheim | Molsheim                                       | Portes de Rosheim             |
| 67300      | 67120             | Molsheim                    | 9359                             | 10,85         | 863                       | Molsheim | Molsheim                                       | Région de Molsheim-Mutzig     |
| 67301      | 67670             | Mommenheim                  | 2259                             | 8,16          | 277                       | Brumath | Haguenau-Wissembourg Strasbourg-Campagne       | Haguenau                      |
| 67302      | 67700             | Monswiller                  | 1994                             | 4,72          | 422                       | Saverne | Saverne                                        | Pays de Saverne               |
| 67303      | 67360             | Morsbronn-les-Bains         | 680                              | 6,87          | 99                        | Reichshoffen Wœrth | Haguenau-Wissembourg Wissembourg               | Sauer-Pechelbronn             |
| 67304      | 67350             | Morschwiller                | 601                              | 4,62          | 130                       | Haguenau | Haguenau-Wissembourg Haguenau                  | Haguenau                      |
| 67305      | 67470             | Mothern                     | 1915                             | 10,30         | 186                       | Wissembourg Seltz | Haguenau-Wissembourg Wissembourg               | Plaine du Rhin                |
| 67306      | 67130             | Muhlbach-sur-Bruche         | 643                              | 8,38          | 77                        | Mutzig Molsheim | Molsheim                                       | Vallée de la Bruche           |
| 67307      | 67350             | Mulhausen                   | 443                              | 4,00          | 111                       | Ingwiller Bouxwiller | Saverne                                        | Hanau-La Petite Pierre        |
| 67308      | 67470             | Munchhausen                 | 812                              | 5,92          | 137                       | Wissembourg Seltz | Haguenau-Wissembourg Wissembourg               | Plaine du Rhin                |
| 67309      | 67450             | Mundolsheim                 | 5074                             | 4,09          | 1241                      | Hœnheim Mundolsheim | Strasbourg Strasbourg-Campagne                 | Eurométropole de Strasbourg   |
| 67310      | 67600             | Mussig                      | 1139                             | 11,73         | 97                        | Sélestat Marckolsheim | Sélestat-Erstein                               | Sélestat                      |
| 67311      | 67600             | Muttersholtz                | 2228                             | 12,67         | 176                       | Sélestat Marckolsheim | Sélestat-Erstein                               | Sélestat                      |
| 67312      | 67270             | Mutzenhouse                 | 460                              | 2,21          | 208                       | Bouxwiller Hochfelden | Saverne Strasbourg-Campagne                    | Pays de la Zorn               |
| 67313      | 67190             | Mutzig                      | 6094                             | 8,01          | 761                       | Mutzig Molsheim | Molsheim                                       | Région de Molsheim-Mutzig     |
| 67314      | 67130             | Natzwiller                  | 528                              | 7,29          | 72                        | Mutzig Schirmeck | Molsheim                                       | Vallée de la Bruche           |
| 67315      | 67630             | Neewiller-près-Lauterbourg  | 662                              | 7,34          | 90                        | Wissembourg Lauterbourg | Haguenau-Wissembourg Wissembourg               | Plaine du Rhin                |
| 67317      | 67220             | Neubois                     | 658                              | 11,42         | 58                        | Mutzig Villé | Sélestat-Erstein                               | Vallée de Villé               |
| 67228      | 67370             | Neugartheim-Ittlenheim      | 786                              | 4,06          | 194                       | Bouxwiller Truchtersheim | Saverne Strasbourg-Campagne                    | Kochersberg                   |
| 67319      | 67480             | Neuhaeusel                  | 390                              | 3,05          | 128                       | Bischwiller | Haguenau-Wissembourg Haguenau                  | Pays Rhénan                   |
| 67320      | 67220             | Neuve-Église                | 622                              | 5,48          | 114                       | Mutzig Villé | Sélestat-Erstein                               | Vallée de Villé               |
| 67321      | 67130             | Neuviller-la-Roche          | 328                              | 9,19          | 36                        | Mutzig Schirmeck | Molsheim                                       | Vallée de la Bruche           |
| 67322      | 67330             | Neuwiller-lès-Saverne       | 1105                             | 31,89         | 35                        | Ingwiller Bouxwiller | Saverne                                        | Hanau-La Petite Pierre        |
| 67324      | 67110             | Niederbronn-les-Bains       | 4360                             | 31,40         | 139                       | Reichshoffen Niederbronn-les-Bains | Haguenau-Wissembourg Haguenau                  | Pays de Niederbronn-les-Bains |
| 67325      | 67280             | Niederhaslach               | 1394                             | 6,63          | 210                       | Mutzig Molsheim | Molsheim                                       | Région de Molsheim-Mutzig     |
| 67326      | 67207             | Niederhausbergen            | 1673                             | 3,06          | 547                       | Hœnheim Mundolsheim | Strasbourg Strasbourg-Campagne                 | Eurométropole de Strasbourg   |
| 67327      | 67630             | Niederlauterbach            | 945                              | 11,22         | 84                        | Wissembourg Lauterbourg | Haguenau-Wissembourg Wissembourg               | Plaine du Rhin                |
| 67328      | 67350             | Niedermodern                | 893                              | 4,39          | 203                       | Reichshoffen Bouxwiller | Haguenau-Wissembourg Saverne                   | Haguenau                      |
| 67329      | 67210             | Niedernai                   | 1253                             | 11,33         | 111                       | Obernai | Sélestat-Erstein                               | Pays de Sainte-Odile          |
| 67330      | 67470             | Niederrœdern                | 905                              | 6,88          | 132                       | Wissembourg Seltz | Haguenau-Wissembourg Wissembourg               | Plaine du Rhin                |
| 67331      | 67500             | Niederschaeffolsheim        | 1348                             | 6,24          | 216                       | Haguenau | Haguenau-Wissembourg Haguenau                  | Haguenau                      |
| 67333      | 67330             | Niedersoultzbach            | 298                              | 4,19          | 71                        | Ingwiller Bouxwiller | Saverne                                        | Hanau-La Petite Pierre        |
| 67334      | 67510             | Niedersteinbach             | 115                              | 8,30          | 14                        | Reichshoffen Wissembourg | Haguenau-Wissembourg Wissembourg               | Sauer-Pechelbronn             |
| 67335      | 67520             | Nordheim                    | 940                              | 6,32          | 149                       | Molsheim Wasselonne | Molsheim                                       | Mossig et Vignoble            |
| 67336      | 67150             | Nordhouse                   | 1736                             | 11,00         | 158                       | Erstein | Sélestat-Erstein                               | Canton d’Erstein              |
| 67337      | 67680             | Nothalten                   | 440                              | 4,00          | 110                       | Obernai Barr | Sélestat-Erstein                               | Pays de Barr                  |
| 67338      | 67230             | Obenheim                    | 1358                             | 7,99          | 170                       | Erstein | Sélestat-Erstein                               | Canton d’Erstein              |
| 67340      | 67110             | Oberbronn                   | 1462                             | 21,15         | 69                        | Reichshoffen Niederbronn-les-Bains | Haguenau-Wissembourg Haguenau                  | Pays de Niederbronn-les-Bains |
| 67341      | 67360             | Oberdorf-Spachbach          | 411                              | 2,36          | 174                       | Reichshoffen Wœrth | Haguenau-Wissembourg Wissembourg               | Sauer-Pechelbronn             |
| 67342      | 67280             | Oberhaslach                 | 1753                             | 25,22         | 70                        | Mutzig Molsheim | Molsheim                                       | Région de Molsheim-Mutzig     |
| 67343      | 67205             | Oberhausbergen              | 5556                             | 3,79          | 1466                      | Hœnheim Mundolsheim | Strasbourg Strasbourg-Campagne                 | Eurométropole de Strasbourg   |
| 67344      | 67160             | Oberhoffen-lès-Wissembourg  | 316                              | 3,03          | 104                       | Wissembourg | Haguenau-Wissembourg Wissembourg               | Pays de Wissembourg           |
| 67345      | 67240             | Oberhoffen-sur-Moder        | 3764                             | 14,25         | 264                       | Bischwiller | Haguenau-Wissembourg Haguenau                  | Haguenau                      |
| 67346      | 67160             | Oberlauterbach              | 551                              | 5,32          | 104                       | Wissembourg Seltz | Haguenau-Wissembourg Wissembourg               | Plaine du Rhin                |
| 67347      | 67330             | Obermodern-Zutzendorf       | 1740                             | 14,46         | 120                       | Bouxwiller | Saverne                                        | Hanau-La Petite Pierre        |
| 67348      | 67210             | Obernai                     | 12.216                           | 25,74         | 475                       | Obernai | Sélestat-Erstein                               | Pays de Sainte-Odile          |
| 67349      | 67250             | Oberrœdern                  | 516                              | 5,00          | 103                       | Wissembourg Soultz-sous-Forêts | Haguenau-Wissembourg Wissembourg               | Outre-Forêt                   |
| 67350      | 67203             | Oberschaeffolsheim          | 2592                             | 7,56          | 343                       | Lingolsheim Mundolsheim | Strasbourg Strasbourg-Campagne                 | Eurométropole de Strasbourg   |
| 67352      | 67330             | Obersoultzbach              | 393                              | 5,16          | 76                        | Bouxwiller | Saverne                                        | Hanau-La Petite Pierre        |
| 67353      | 67510             | Obersteinbach               | 233                              | 9,18          | 25                        | Reichshoffen Wissembourg | Haguenau-Wissembourg Wissembourg               | Sauer-Pechelbronn             |
| 67354      | 67520             | Odratzheim                  | 522                              | 1,54          | 339                       | Molsheim Wasselonne | Molsheim                                       | Mossig et Vignoble            |
| 67355      | 67970             | Oermingen                   | 1114                             | 14,63         | 76                        | Ingwiller Sarre-Union | Saverne                                        | Alsace Bossue                 |
| 67356      | 67850             | Offendorf                   | 2493                             | 14,22         | 175                       | Bischwiller | Haguenau-Wissembourg Haguenau                  | Pays Rhénan                   |
| 67358      | 67340             | Offwiller                   | 805                              | 15,92         | 51                        | Reichshoffen Niederbronn-les-Bains | Haguenau-Wissembourg Haguenau                  | Pays de Niederbronn-les-Bains |
| 67359      | 67590             | Ohlungen                    | 1343                             | 8,39          | 160                       | Haguenau | Haguenau-Wissembourg Haguenau                  | Haguenau                      |
| 67360      | 67390             | Ohnenheim                   | 1147                             | 12,12         | 95                        | Sélestat Marckolsheim | Sélestat-Erstein                               | Ried de Marckolsheim          |
| 67361      | 67170             | Olwisheim                   | 496                              | 2,96          | 168                       | Brumath | Haguenau-Wissembourg Strasbourg-Campagne       | Haguenau                      |
| 67362      | 67600             | Orschwiller                 | 615                              | 6,32          | 97                        | Sélestat | Sélestat-Erstein                               | Sélestat                      |
| 67363      | 67990             | Osthoffen                   | 802                              | 5,11          | 157                       | Lingolsheim Truchtersheim | Strasbourg Strasbourg-Campagne                 | Eurométropole de Strasbourg   |
| 67364      | 67150             | Osthouse                    | 934                              | 9,72          | 96                        | Erstein | Sélestat-Erstein                               | Canton d’Erstein              |
| 67365      | 67540             | Ostwald                     | 13.310                           | 7,11          | 1872                      | Illkirch-Graffenstaden | Strasbourg Strasbourg-Campagne                 | Eurométropole de Strasbourg   |
| 67366      | 67700             | Ottersthal                  | 808                              | 3,13          | 258                       | Saverne | Saverne                                        | Pays de Saverne               |
| 67367      | 67700             | Otterswiller                | 1303                             | 3,28          | 397                       | Saverne Marmoutier | Saverne                                        | Pays de Saverne               |
| 67368      | 67530             | Ottrott                     | 1555                             | 28,89         | 54                        | Molsheim Rosheim | Molsheim                                       | Portes de Rosheim             |
| 67369      | 67320             | Ottwiller                   | 250                              | 5,09          | 49                        | Ingwiller Drulingen | Saverne                                        | Alsace Bossue                 |
| 67370      | 67290             | Petersbach                  | 669                              | 8,88          | 75                        | Ingwiller La Petite-Pierre | Saverne                                        | Hanau-La Petite Pierre        |
| 67373      | 67320             | Pfalzweyer                  | 320                              | 2,23          | 143                       | Ingwiller La Petite-Pierre | Saverne                                        | Hanau-La Petite Pierre        |
| 67375      | 67370             | Pfulgriesheim               | 1297                             | 4,81          | 270                       | Bouxwiller Truchtersheim | Saverne Strasbourg-Campagne                    | Kochersberg                   |
| 67377      | 67420             | Plaine                      | 982                              | 22,84         | 43                        | Mutzig Saales | Molsheim                                       | Vallée de la Bruche           |
| 67378      | 67115             | Plobsheim                   | 4473                             | 16,64         | 269                       | Illkirch-Graffenstaden Geispolsheim | Strasbourg Strasbourg-Campagne                 | Eurométropole de Strasbourg   |
| 67379      | 67250             | Preuschdorf                 | 895                              | 7,57          | 118                       | Reichshoffen Wœrth | Haguenau-Wissembourg Wissembourg               | Sauer-Pechelbronn             |
| 67380      | 67490             | Printzheim                  | 202                              | 4,30          | 47                        | Saverne | Saverne                                        | Pays de Saverne               |
| 67381      | 67290             | Puberg                      | 368                              | 4,91          | 75                        | Ingwiller La Petite-Pierre | Saverne                                        | Hanau-La Petite Pierre        |
| 67382      | 67117             | Quatzenheim                 | 767                              | 3,07          | 250                       | Bouxwiller Truchtersheim | Saverne Strasbourg-Campagne                    | Kochersberg                   |
| 67383      | 67310             | Rangen                      | 195                              | 1,65          | 118                       | Saverne Marmoutier | Molsheim Saverne                               | Mossig et Vignoble            |
| 67384      | 67420             | Ranrupt                     | 303                              | 14,68         | 21                        | Mutzig Saales | Molsheim                                       | Vallée de la Bruche           |
| 67385      | 67430             | Ratzwiller                  | 241                              | 8,72          | 28                        | Ingwiller Sarre-Union | Saverne                                        | Alsace Bossue                 |
| 67386      | 67320             | Rauwiller                   | 216                              | 4,89          | 44                        | Ingwiller Drulingen | Saverne                                        | Alsace Bossue                 |
| 67387      | 67140             | Reichsfeld                  | 295                              | 4,95          | 60                        | Obernai Barr | Sélestat-Erstein                               | Pays de Barr                  |
| 67388      | 67110             | Reichshoffen                | 5416                             | 17,64         | 307                       | Reichshoffen Niederbronn-les-Bains | Haguenau-Wissembourg Haguenau                  | Pays de Niederbronn-les-Bains |
| 67389      | 67116             | Reichstett                  | 4376                             | 7,61          | 575                       | Hœnheim Mundolsheim | Strasbourg Strasbourg-Campagne                 | Eurométropole de Strasbourg   |
| 67391      | 67440             | Reinhardsmunster            | 443                              | 18,63         | 24                        | Saverne Marmoutier | Saverne                                        | Pays de Saverne               |
| 67392      | 67340             | Reipertswiller              | 844                              | 19,21         | 44                        | Ingwiller La Petite-Pierre | Saverne                                        | Hanau-La Petite Pierre        |
| 67394      | 67250             | Retschwiller                | 275                              | 3,26          | 84                        | Wissembourg Soultz-sous-Forêts | Haguenau-Wissembourg Wissembourg               | Outre-Forêt                   |
| 67395      | 67440             | Reutenbourg                 | 395                              | 4,40          | 90                        | Saverne Marmoutier | Saverne                                        | Pays de Saverne               |
| 67396      | 67320             | Rexingen                    | 201                              | 2,32          | 87                        | Ingwiller Drulingen | Saverne                                        | Alsace Bossue                 |
| 67397      | 67860             | Rhinau                      | 2675                             | 17,35         | 154                       | Erstein Benfeld | Sélestat-Erstein                               | Canton d’Erstein              |
| 67398      | 67390             | Richtolsheim                | 368                              | 3,63          | 101                       | Sélestat Marckolsheim | Sélestat-Erstein                               | Ried de Marckolsheim          |
| 67400      | 67160             | Riedseltz                   | 1126                             | 10,02         | 112                       | Wissembourg | Haguenau-Wissembourg Wissembourg               | Pays de Wissembourg           |
| 67401      | 67260             | Rimsdorf                    | 302                              | 6,07          | 50                        | Ingwiller Sarre-Union | Saverne                                        | Alsace Bossue                 |
| 67403      | 67350             | Ringendorf                  | 472                              | 3,66          | 129                       | Bouxwiller Hochfelden | Saverne Strasbourg-Campagne                    | Hanau-La Petite Pierre        |
| 67404      | 67690             | Rittershoffen               | 910                              | 12,13         | 75                        | Wissembourg Soultz-sous-Forêts | Haguenau-Wissembourg Wissembourg               | Outre-Forêt                   |
| 67405      | 67480             | Rœschwoog                   | 2272                             | 9,75          | 233                       | Bischwiller | Haguenau-Wissembourg Haguenau                  | Pays Rhénan                   |
| 67406      | 67270             | Rohr                        | 354                              | 3,34          | 106                       | Bouxwiller Truchtersheim | Saverne Strasbourg-Campagne                    | Kochersberg                   |
| 67407      | 67410             | Rohrwiller                  | 1603                             | 2,95          | 543                       | Bischwiller | Haguenau-Wissembourg Haguenau                  | Haguenau                      |
| 67408      | 67310             | Romanswiller                | 1188                             | 11,42         | 104                       | Saverne Wasselonne | Molsheim                                       | Mossig et Vignoble            |
| 67409      | 67480             | Roppenheim                  | 1030                             | 6,88          | 150                       | Bischwiller | Haguenau-Wissembourg Haguenau                  | Pays Rhénan                   |
| 67410      | 67560             | Rosenwiller                 | 647                              | 5,50          | 118                       | Molsheim Rosheim | Molsheim                                       | Portes de Rosheim             |
| 67411      | 67560             | Rosheim                     | 5360                             | 29,55         | 181                       | Molsheim Rosheim | Molsheim                                       | Portes de Rosheim             |
| 67412      | 67230             | Rossfeld                    | 1030                             | 6,15          | 167                       | Erstein Benfeld | Sélestat-Erstein                               | Canton d’Erstein              |
| 67413      | 67290             | Rosteig                     | 488                              | 7,69          | 63                        | Ingwiller La Petite-Pierre | Saverne                                        | Hanau-La Petite Pierre        |
| 67414      | 67570             | Rothau                      | 1491                             | 3,88          | 384                       | Mutzig Schirmeck | Molsheim                                       | Vallée de la Bruche           |
| 67415      | 67340             | Rothbach                    | 469                              | 7,99          | 59                        | Reichshoffen Niederbronn-les-Bains | Haguenau-Wissembourg Haguenau                  | Pays de Niederbronn-les-Bains |
| 67416      | 67160             | Rott                        | 468                              | 3,24          | 144                       | Wissembourg | Haguenau-Wissembourg Wissembourg               | Pays de Wissembourg           |
| 67417      | 67170             | Rottelsheim                 | 288                              | 2,39          | 121                       | Brumath | Haguenau-Wissembourg Strasbourg-Campagne       | Haguenau                      |
| 67418      | 67480             | Rountzenheim-Auenheim       | 1976                             | 10,91         | 181                       | Bischwiller | Haguenau-Wissembourg                           | Pays Rhénan                   |
| 67420      | 67130             | Russ                        | 1237                             | 11,55         | 107                       | Mutzig Schirmeck | Molsheim                                       | Vallée de la Bruche           |
| 67421      | 67420             | Saales                      | 827                              | 9,88          | 84                        | Mutzig Saales | Molsheim                                       | Vallée de la Bruche           |
| 67422      | 67390             | Saasenheim                  | 583                              | 7,80          | 75                        | Sélestat Marckolsheim | Sélestat-Erstein                               | Ried de Marckolsheim          |
| 67423      | 67270             | Saessolsheim                | 599                              | 6,49          | 92                        | Saverne Hochfelden | Saverne Strasbourg-Campagne                    | Pays de Saverne               |
| 67424      | 67420             | Saint-Blaise-la-Roche       | 246                              | 2,39          | 103                       | Mutzig Saales | Molsheim                                       | Vallée de la Bruche           |
| 67425      | 67700             | Saint-Jean-Saverne          | 534                              | 6,39          | 84                        | Saverne | Saverne                                        | Pays de Saverne               |
| 67426      | 67220             | Saint-Martin                | 367                              | 3,97          | 92                        | Mutzig Villé | Sélestat-Erstein                               | Vallée de Villé               |
| 67427      | 67220             | Saint-Maurice               | 329                              | 1,40          | 235                       | Mutzig Villé | Sélestat-Erstein                               | Vallée de Villé               |
| 67428      | 67530             | Saint-Nabor                 | 505                              | 1,89          | 267                       | Molsheim Rosheim | Molsheim                                       | Portes de Rosheim             |
| 67429      | 67140             | Saint-Pierre                | 613                              | 3,21          | 191                       | Obernai Barr | Sélestat-Erstein                               | Pays de Barr                  |
| 67430      | 67220             | Saint-Pierre-Bois           | 748                              | 7,30          | 102                       | Mutzig Villé | Sélestat-Erstein                               | Vallée de Villé               |
| 67432      | 67160             | Salmbach                    | 587                              | 8,91          | 66                        | Wissembourg Lauterbourg | Haguenau-Wissembourg Wissembourg               | Plaine du Rhin                |
| 67433      | 67230             | Sand                        | 1408                             | 6,35          | 222                       | Erstein Benfeld | Sélestat-Erstein                               | Canton d’Erstein              |
| 67434      | 67260             | Sarre-Union                 | 2772                             | 15,39         | 180                       | Ingwiller Sarre-Union | Saverne                                        | Alsace Bossue                 |
| 67435      | 67260             | Sarrewerden                 | 827                              | 16,73         | 49                        | Ingwiller Sarre-Union | Saverne                                        | Alsace Bossue                 |
| 67436      | 67420             | Saulxures                   | 497                              | 12,84         | 39                        | Mutzig Saales | Molsheim                                       | Vallée de la Bruche           |
| 67437      | 67700             | Saverne                     | 11.390                           | 26,01         | 438                       | Saverne | Saverne                                        | Pays de Saverne               |
| 67438      | 67150             | Schaeffersheim              | 804                              | 3,96          | 203                       | Erstein | Sélestat-Erstein                               | Canton d’Erstein              |
| 67440      | 67470             | Schaffhouse-près-Seltz      | 552                              | 4,49          | 123                       | Wissembourg Seltz | Haguenau-Wissembourg Wissembourg               | Plaine du Rhin                |
| 67441      | 67350             | Schalkendorf                | 338                              | 5,21          | 65                        | Bouxwiller | Saverne                                        | Hanau-La Petite Pierre        |
| 67442      | 67310             | Scharrachbergheim-Irmstett  | 1280                             | 3,22          | 398                       | Molsheim Wasselonne | Molsheim                                       | Mossig et Vignoble            |
| 67443      | 67630             | Scheibenhard                | 864                              | 4,62          | 187                       | Wissembourg Lauterbourg | Haguenau-Wissembourg Wissembourg               | Plaine du Rhin                |
| 67444      | 67270             | Scherlenheim                | 116                              | 2,32          | 50                        | Bouxwiller Hochfelden | Saverne Strasbourg-Campagne                    | Pays de la Zorn               |
| 67445      | 67750             | Scherwiller                 | 3153                             | 18,08         | 174                       | Sélestat | Sélestat-Erstein                               | Sélestat                      |
| 67446      | 67340             | Schillersdorf               | 419                              | 7,53          | 56                        | Ingwiller Bouxwiller | Saverne                                        | Hanau-La Petite Pierre        |
| 67447      | 67300             | Schiltigheim                | 34.129                           | 7,63          | 4473                      | Schiltigheim | Strasbourg                                     | Eurométropole de Strasbourg   |
| 67448      | 67130             | Schirmeck                   | 2107                             | 11,42         | 185                       | Mutzig Schirmeck | Molsheim                                       | Vallée de la Bruche           |
| 67449      | 67240             | Schirrhein                  | 2272                             | 6,49          | 350                       | Bischwiller | Haguenau-Wissembourg Haguenau                  | Haguenau                      |
| 67450      | 67240             | Schirrhoffen                | 762                              | 0,63          | 1210                      | Bischwiller | Haguenau-Wissembourg Haguenau                  | Haguenau                      |
| 67451      | 67160             | Schleithal                  | 1393                             | 9,12          | 153                       | Wissembourg | Haguenau-Wissembourg Wissembourg               | Pays de Wissembourg           |
| 67452      | 67370             | Schnersheim                 | 1804                             | 10,82         | 167                       | Bouxwiller Truchtersheim | Saverne Strasbourg-Campagne                    | Kochersberg                   |
| 67453      | 67390             | Schœnau                     | 628                              | 10,37         | 61                        | Sélestat Marckolsheim | Sélestat-Erstein                               | Ried de Marckolsheim          |
| 67454      | 67320             | Schœnbourg                  | 379                              | 5,06          | 75                        | Ingwiller La Petite-Pierre | Saverne                                        | Hanau-La Petite Pierre        |
| 67455      | 67250             | Schœnenbourg                | 703                              | 5,47          | 129                       | Wissembourg Soultz-sous-Forêts | Haguenau-Wissembourg Wissembourg               | Outre-Forêt                   |
| 67456      | 67260             | Schopperten                 | 425                              | 4,19          | 101                       | Ingwiller Sarre-Union | Saverne                                        | Alsace Bossue                 |
| 67458      | 67590             | Schweighouse-sur-Moder      | 5050                             | 9,91          | 510                       | Haguenau | Haguenau-Wissembourg Haguenau                  | Haguenau                      |
| 67459      | 67440             | Schwenheim                  | 743                              | 4,96          | 150                       | Saverne Marmoutier | Saverne                                        | Pays de Saverne               |
| 67460      | 67270             | Schwindratzheim             | 1759                             | 9,14          | 192                       | Bouxwiller Hochfelden | Saverne Strasbourg-Campagne                    | Pays de la Zorn               |
| 67461      | 67390             | Schwobsheim                 | 327                              | 2,58          | 127                       | Sélestat Marckolsheim | Sélestat-Erstein                               | Ried de Marckolsheim          |
| 67351      | 67160             | Seebach                     | 1646                             | 17,11         | 96                        | Wissembourg | Haguenau-Wissembourg Wissembourg               | Pays de Wissembourg           |
| 67462      | 67600             | Sélestat                    | 19.300                           | 44,40         | 435                       | Sélestat | Sélestat-Erstein                               | Sélestat                      |
| 67463      | 67470             | Seltz                       | 3135                             | 21,00         | 149                       | Wissembourg Seltz | Haguenau-Wissembourg Wissembourg               | Plaine du Rhin                |
| 67464      | 67230             | Sermersheim                 | 961                              | 10,12         | 95                        | Erstein Benfeld | Sélestat-Erstein                               | Canton d’Erstein              |
| 67465      | 67770             | Sessenheim                  | 2314                             | 9,18          | 252                       | Bischwiller | Haguenau-Wissembourg Haguenau                  | Pays Rhénan                   |
| 67466      | 67160             | Siegen                      | 508                              | 8,10          | 63                        | Wissembourg Seltz | Haguenau-Wissembourg Wissembourg               | Plaine du Rhin                |
| 67467      | 67320             | Siewiller                   | 379                              | 6,20          | 61                        | Ingwiller Drulingen | Saverne                                        | Alsace Bossue                 |
| 67468      | 67260             | Siltzheim                   | 620                              | 6,96          | 89                        | Ingwiller Sarre-Union | Saverne                                        | Sarreguemines Confluences     |
| 67470      | 67440             | Solbach                     | 102                              | 2,79          | 37                        | Mutzig Marmoutier | Molsheim                                       | Vallée de la Bruche           |
| 67004      | 67004 67310 67440 | Sommerau                    | 1524                             | 15,96         | 95                        | Saverne Marmoutier | Saverne                                        | Pays de Saverne               |
| 67471      | 67460             | Souffelweyersheim           | 8120                             | 4,51          | 1800                      | Hœnheim Mundolsheim | Strasbourg Strasbourg-Campagne                 | Eurométropole de Strasbourg   |
| 67472      | 67620             | Soufflenheim                | 4788                             | 13,24         | 362                       | Bischwiller | Haguenau-Wissembourg Haguenau                  | Pays Rhénan                   |
| 67473      | 67120             | Soultz-les-Bains            | 951                              | 3,55          | 268                       | Molsheim | Molsheim                                       | Région de Molsheim-Mutzig     |
| 67474      | 67250             | Soultz-sous-Forêts          | 3147                             | 15,15         | 208                       | Wissembourg Soultz-sous-Forêts | Haguenau-Wissembourg Wissembourg               | Outre-Forêt                   |
| 67475      | 67340             | Sparsbach                   | 238                              | 13,58         | 18                        | Ingwiller La Petite-Pierre | Saverne                                        | Hanau-La Petite Pierre        |
| 67476      | 67770             | Stattmatten                 | 751                              | 3,93          | 191                       | Bischwiller | Haguenau-Wissembourg Haguenau                  | Pays Rhénan                   |
| 67477      | 67220             | Steige                      | 620                              | 9,86          | 63                        | Mutzig Villé | Sélestat-Erstein                               | Vallée de Villé               |
| 67478      | 67790             | Steinbourg                  | 1926                             | 12,73         | 151                       | Saverne | Saverne                                        | Pays de Saverne               |
| 67479      | 67160             | Steinseltz                  | 607                              | 5,47          | 111                       | Wissembourg | Haguenau-Wissembourg Wissembourg               | Pays de Wissembourg           |
| 67480      | 67190             | Still                       | 1806                             | 23,20         | 78                        | Mutzig Molsheim | Molsheim                                       | Région de Molsheim-Mutzig     |
| 67481      | 67140             | Stotzheim                   | 1090                             | 13,61         | 80                        | Obernai Barr | Sélestat-Erstein                               | Pays de Barr                  |
| 67482      | 67000             | Strasbourg                  | 291.313                          | 78,26         | 3722                      | Strasbourg-1 Strasbourg-2 Strasbourg-3 Strasbourg-4 Strasbourg-5 Strasbourg-6 Strasbourg-1 Strasbourg-2 Strasbourg-3 Strasbourg-4 Strasbourg-5 Strasbourg-6 Strasbourg-7 Strasbourg-8 Strasbourg-9 Strasbourg-10 | Strasbourg Strasbourg-Ville                    | Eurométropole de Strasbourg   |
| 67483      | 67290             | Struth                      | 221                              | 4,12          | 54                        | Ingwiller La Petite-Pierre | Saverne                                        | Hanau-La Petite Pierre        |
| 67484      | 67250             | Stundwiller                 | 497                              | 3,32          | 150                       | Wissembourg Soultz-sous-Forêts | Haguenau-Wissembourg Wissembourg               | Outre-Forêt                   |
| 67485      | 67370             | Stutzheim-Offenheim         | 1647                             | 7,14          | 231                       | Bouxwiller Truchtersheim | Saverne Strasbourg-Campagne                    | Kochersberg                   |
| 67486      | 67920             | Sundhouse                   | 1824                             | 15,69         | 116                       | Sélestat Marckolsheim | Sélestat-Erstein                               | Ried de Marckolsheim          |
| 67487      | 67250             | Surbourg                    | 1717                             | 10,46         | 164                       | Wissembourg Soultz-sous-Forêts | Haguenau-Wissembourg Wissembourg               | Outre-Forêt                   |
| 67488      | 67320             | Thal-Drulingen              | 187                              | 5,25          | 36                        | Ingwiller Drulingen | Saverne                                        | Alsace Bossue                 |
| 67489      | 67440             | Thal-Marmoutier             | 829                              | 3,42          | 242                       | Saverne Marmoutier | Saverne                                        | Pays de Saverne               |
| 67490      | 67220             | Thanvillé                   | 609                              | 1,91          | 319                       | Mutzig Villé | Sélestat-Erstein                               | Vallée de Villé               |
| 67491      | 67290             | Tieffenbach                 | 248                              | 5,03          | 49                        | Ingwiller La Petite-Pierre | Saverne                                        | Hanau-La Petite Pierre        |
| 67492      | 67310             | Traenheim                   | 653                              | 3,10          | 211                       | Saverne Wasselonne | Molsheim                                       | Mossig et Vignoble            |
| 67493      | 67220             | Triembach-au-Val            | 434                              | 2,74          | 158                       | Mutzig Villé | Sélestat-Erstein                               | Vallée de Villé               |
| 67494      | 67470             | Trimbach                    | 582                              | 3,94          | 148                       | Wissembourg Seltz | Haguenau-Wissembourg Wissembourg               | Plaine du Rhin                |
| 67495      | 67370             | Truchtersheim               | 4389                             | 14,76         | 297                       | Bouxwiller Truchtersheim | Saverne Strasbourg-Campagne                    | Kochersberg                   |
| 67497      | 67350             | Uhlwiller                   | 682                              | 7,46          | 91                        | Haguenau | Haguenau-Wissembourg Haguenau                  | Haguenau                      |
| 67498      | 67350             | Uhrwiller                   | 708                              | 11,02         | 64                        | Reichshoffen Haguenau | Haguenau-Wissembourg Haguenau                  | Haguenau                      |
| 67499      | 67220             | Urbeis                      | 317                              | 11,60         | 27                        | Mutzig Villé | Sélestat-Erstein                               | Vallée de Villé               |
| 67500      | 67280             | Urmatt                      | 1448                             | 13,83         | 105                       | Mutzig Molsheim | Molsheim                                       | Vallée de la Bruche           |
| 67501      | 67150             | Uttenheim                   | 572                              | 4,77          | 120                       | Erstein | Sélestat-Erstein                               | Canton d’Erstein              |
| 67502      | 67110             | Uttenhoffen                 | 212                              | 1,95          | 109                       | Reichshoffen Niederbronn-les-Bains | Haguenau-Wissembourg Haguenau                  | Pays de Niederbronn-les-Bains |
| 67503      | 67330             | Uttwiller                   | 159                              | 2,99          | 53                        | Bouxwiller | Saverne                                        | Hanau-La Petite Pierre        |
| 67372      | 67350             | Val-de-Moder                | 5031                             | 9,01          | 558                       | Reichshoffen Bouxwiller | Haguenau-Wissembourg                           | Haguenau                      |
| 67504      | 67210             | Valff                       | 1369                             | 10,91         | 125                       | Obernai | Sélestat-Erstein                               | Pays de Barr                  |
| 67506      | 67550             | Vendenheim                  | 6042                             | 15,89         | 380                       | Brumath | Strasbourg Strasbourg-Campagne                 | Eurométropole de Strasbourg   |
| 67507      | 67220             | Villé                       | 1775                             | 2,84          | 625                       | Mutzig Villé | Sélestat-Erstein                               | Vallée de Villé               |
| 67508      | 67430             | Vœllerdingen                | 419                              | 13,05         | 32                        | Ingwiller Sarre-Union | Saverne                                        | Alsace Bossue                 |
| 67509      | 67290             | Volksberg                   | 351                              | 9,45          | 37                        | Ingwiller Drulingen | Saverne                                        | Alsace Bossue                 |
| 67510      | 67170             | Wahlenheim                  | 606                              | 2,55          | 238                       | Haguenau | Haguenau-Wissembourg Haguenau                  | Haguenau                      |
| 67511      | 67360             | Walbourg                    | 931                              | 5,33          | 175                       | Reichshoffen Wœrth | Haguenau-Wissembourg Wissembourg               | Sauer-Pechelbronn             |
| 67513      | 67130             | Waldersbach                 | 123                              | 3,37          | 36                        | Mutzig Schirmeck | Molsheim                                       | Vallée de la Bruche           |
| 67514      | 67430             | Waldhambach                 | 625                              | 12,59         | 50                        | Ingwiller Drulingen | Saverne                                        | Alsace Bossue                 |
| 67515      | 67700             | Waldolwisheim               | 561                              | 5,65          | 99                        | Saverne | Saverne                                        | Pays de Saverne               |
| 67516      | 67670             | Waltenheim-sur-Zorn         | 664                              | 5,04          | 132                       | Bouxwiller Hochfelden | Saverne Strasbourg-Campagne                    | Pays de la Zorn               |
| 67517      | 67520             | Wangen                      | 645                              | 3,87          | 167                       | Molsheim Wasselonne | Molsheim                                       | Mossig et Vignoble            |
| 67122      | 67710             | Wangenbourg-Engenthal       | 1337                             | 31,52         | 42                        | Saverne Wasselonne | Molsheim                                       | Mossig et Vignoble            |
| 67520      | 67310             | Wasselonne                  | 5774                             | 15,00         | 385                       | Saverne Wasselonne | Molsheim                                       | Mossig et Vignoble            |
| 67521      | 67340             | Weinbourg                   | 462                              | 5,29          | 87                        | Ingwiller Bouxwiller | Saverne                                        | Hanau-La Petite Pierre        |
| 67522      | 67290             | Weislingen                  | 549                              | 7,01          | 78                        | Ingwiller Drulingen | Saverne                                        | Alsace Bossue                 |
| 67523      | 67500             | Weitbruch                   | 2719                             | 15,11         | 180                       | Brumath Haguenau | Haguenau-Wissembourg Haguenau                  | Basse Zorn                    |
| 67524      | 67340             | Weiterswiller               | 517                              | 7,91          | 65                        | Ingwiller La Petite-Pierre | Saverne                                        | Hanau-La Petite Pierre        |
| 67525      | 67310             | Westhoffen                  | 1693                             | 20,65         | 82                        | Saverne Wasselonne | Molsheim                                       | Mossig et Vignoble            |
| 67526      | 67230             | Westhouse                   | 1624                             | 11,94         | 136                       | Erstein | Sélestat-Erstein                               | Canton d’Erstein              |
| 67527      | 67440             | Westhouse-Marmoutier        | 351                              | 3,96          | 89                        | Saverne Marmoutier | Saverne                                        | Pays de Saverne               |
| 67528      | 67320             | Weyer                       | 532                              | 11,58         | 46                        | Ingwiller Drulingen | Saverne                                        | Alsace Bossue                 |
| 67529      | 67720             | Weyersheim                  | 3473                             | 18,89         | 184                       | Brumath | Haguenau-Wissembourg Strasbourg-Campagne       | Basse Zorn                    |
| 67530      | 67270             | Wickersheim-Wilshausen      | 388                              | 5,45          | 71                        | Bouxwiller Hochfelden | Saverne Strasbourg-Campagne                    | Pays de la Zorn               |
| 67531      | 67130             | Wildersbach                 | 284                              | 3,30          | 86                        | Mutzig Schirmeck | Molsheim                                       | Vallée de la Bruche           |
| 67532      | 67370             | Willgottheim                | 1073                             | 9,00          | 119                       | Bouxwiller Truchtersheim | Saverne Strasbourg-Campagne                    | Kochersberg                   |
| 67534      | 67270             | Wilwisheim                  | 747                              | 5,30          | 141                       | Bouxwiller Hochfelden | Saverne Strasbourg-Campagne                    | Pays de la Zorn               |
| 67535      | 67290             | Wimmenau                    | 1049                             | 20,76         | 51                        | Ingwiller La Petite-Pierre | Saverne                                        | Hanau-La Petite Pierre        |
| 67536      | 67110             | Windstein                   | 168                              | 11,97         | 14                        | Reichshoffen Niederbronn-les-Bains | Haguenau-Wissembourg Haguenau                  | Pays de Niederbronn-les-Bains |
| 67537      | 67510             | Wingen                      | 452                              | 16,79         | 27                        | Reichshoffen Wissembourg | Haguenau-Wissembourg Wissembourg               | Sauer-Pechelbronn             |
| 67538      | 67290             | Wingen-sur-Moder            | 1574                             | 17,37         | 91                        | Ingwiller La Petite-Pierre | Saverne                                        | Hanau-La Petite Pierre        |
| 67539      | 67170             | Wingersheim les Quatre Bans | 2338                             | 18,52         | 126                       | Bouxwiller Hochfelden | Saverne Strasbourg-Campagne                    | Pays de la Zorn               |
| 67540      | 67590             | Wintershouse                | 854                              | 3,66          | 233                       | Haguenau | Haguenau-Wissembourg Haguenau                  | Haguenau                      |
| 67541      | 67470             | Wintzenbach                 | 528                              | 6,96          | 76                        | Wissembourg Seltz | Haguenau-Wissembourg Wissembourg               | Plaine du Rhin                |
| 67542      | 67370             | Wintzenheim-Kochersberg     |                                  | 1,95          | Node-count limit exceeded | Bouxwiller Truchtersheim | Saverne Strasbourg-Campagne                    | Kochersberg                   |
| 67543      | 67130             | Wisches                     | Node-count limit exceeded        | 19,25         | Node-count limit exceeded | Mutzig Schirmeck | Molsheim                                       | Vallée de la Bruche           |
| 67544      | 67160             | Wissembourg                 | Node-count limit exceeded        | 48,18         | Node-count limit exceeded | Wissembourg | Haguenau-Wissembourg Wissembourg               | Pays de Wissembourg           |
| 67545      | 67230             | Witternheim                 | Node-count limit exceeded        | 4,99          | Node-count limit exceeded | Erstein Benfeld | Sélestat-Erstein                               | Canton d’Erstein              |
| 67546      | 67670             | Wittersheim                 | Node-count limit exceeded        | 7,05          | Node-count limit exceeded | Haguenau | Haguenau-Wissembourg Haguenau                  | Haguenau                      |
| 67547      | 67820             | Wittisheim                  | Node-count limit exceeded        | 11,47         | Node-count limit exceeded | Sélestat Marckolsheim | Sélestat-Erstein                               | Ried de Marckolsheim          |
| 67548      | 67370             | Wiwersheim                  | Node-count limit exceeded        | 3,29          | Node-count limit exceeded | Bouxwiller Truchtersheim | Saverne Strasbourg-Campagne                    | Kochersberg                   |
| 67550      | 67360             | Wœrth                       | Node-count limit exceeded        | 6,47          | Node-count limit exceeded | Reichshoffen Wœrth | Haguenau-Wissembourg Wissembourg               | Sauer-Pechelbronn             |
| 67551      | 67202             | Wolfisheim                  | Node-count limit exceeded        | 5,57          | Node-count limit exceeded | Hœnheim Mundolsheim | Strasbourg Strasbourg-Campagne                 | Eurométropole de Strasbourg   |
| 67552      | 67260             | Wolfskirchen                | Node-count limit exceeded        | 10,48         | Node-count limit exceeded | Ingwiller Sarre-Union | Saverne                                        | Alsace Bossue                 |
| 67553      | 67700             | Wolschheim                  | Node-count limit exceeded        | 3,65          | Node-count limit exceeded | Saverne | Saverne                                        | Pays de Saverne               |
| 67554      | 67120             | Wolxheim                    | Node-count limit exceeded        | 2,92          | Node-count limit exceeded | Molsheim | Molsheim                                       | Région de Molsheim-Mutzig     |
| 67555      | 67310             | Zehnacker                   | Node-count limit exceeded        | 2,18          | Node-count limit exceeded | Saverne Marmoutier | Molsheim Saverne                               | Mossig et Vignoble            |
| 67556      | 67310             | Zeinheim                    | Node-count limit exceeded        | 2,46          | Node-count limit exceeded | Saverne Marmoutier | Molsheim Saverne                               | Mossig et Vignoble            |
| 67557      | 67140             | Zellwiller                  | Node-count limit exceeded        | 8,79          | Node-count limit exceeded | Obernai | Sélestat-Erstein                               | Pays de Barr                  |
| 67558      | 67110             | Zinswiller                  | Node-count limit exceeded        | 7,14          | Node-count limit exceeded | Reichshoffen Niederbronn-les-Bains | Haguenau-Wissembourg Haguenau                  | Pays de Niederbronn-les-Bains |
| 67559      | 67290             | Zittersheim                 | Node-count limit exceeded        | 7,92          | Node-count limit exceeded | Ingwiller La Petite-Pierre | Saverne                                        | Hanau-La Petite Pierre        |

## Veränderungen im Gemeindebestand seit 2015

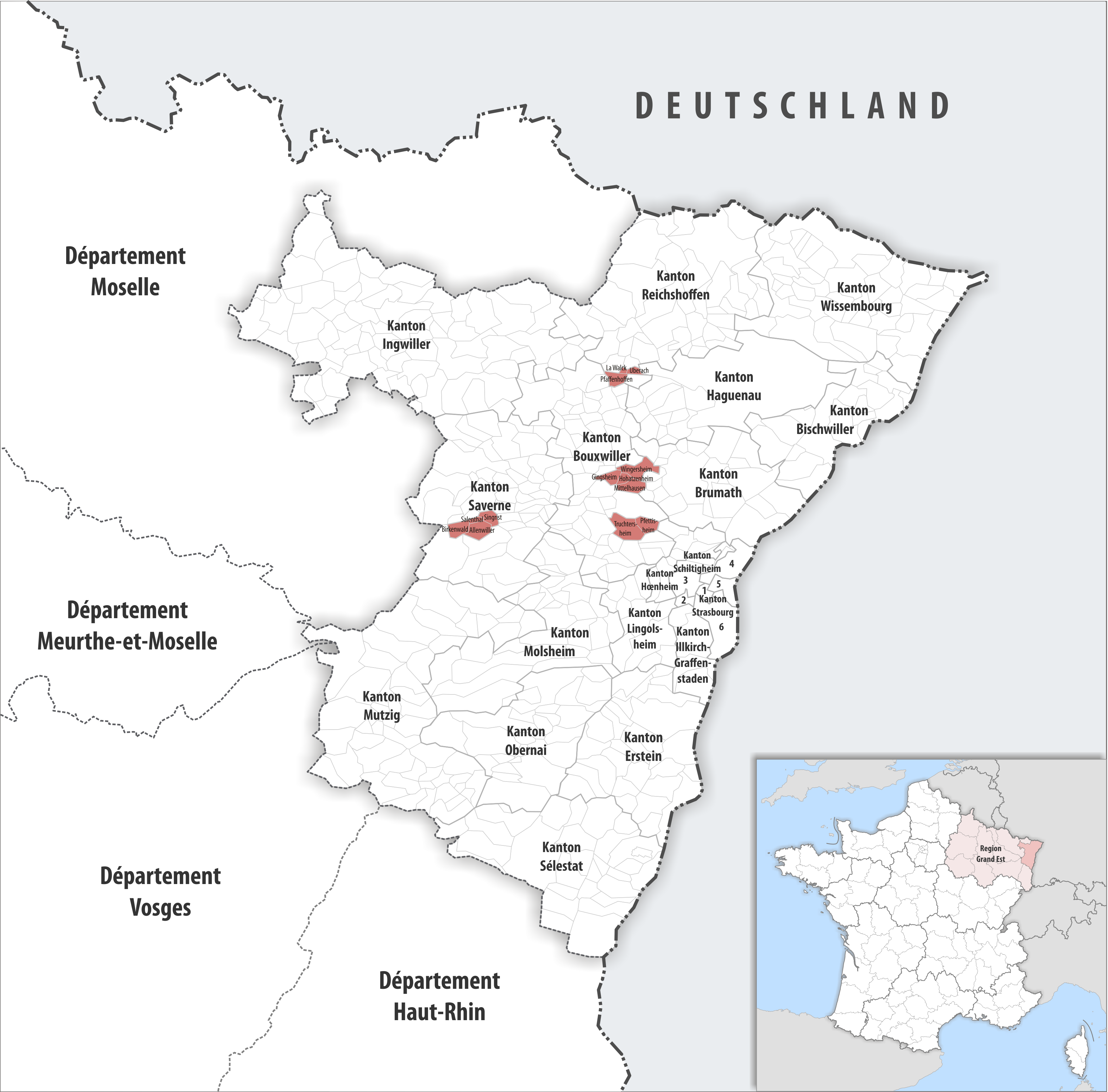
Gemeinden bis 2015
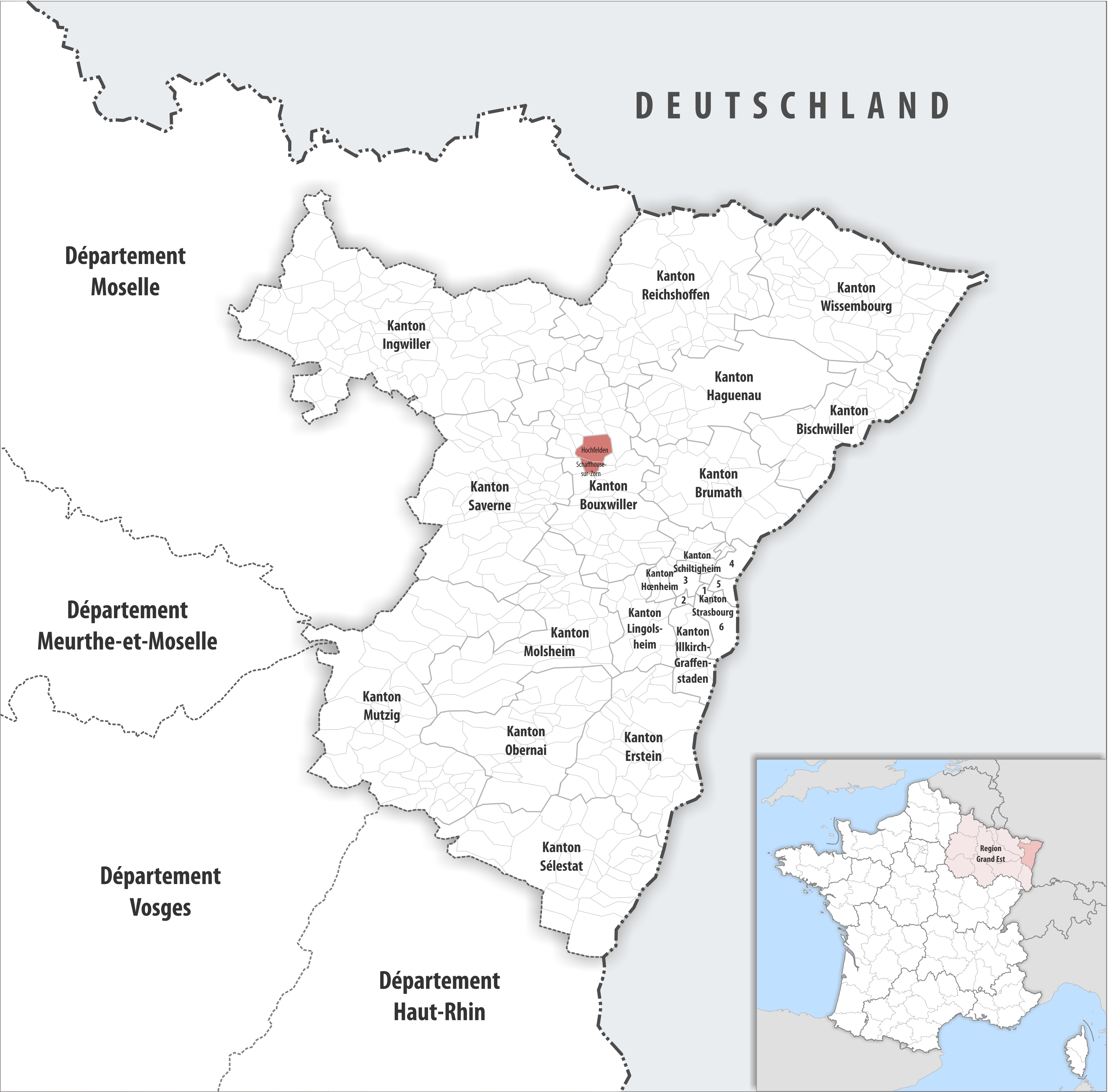
Gemeinden bis 2016
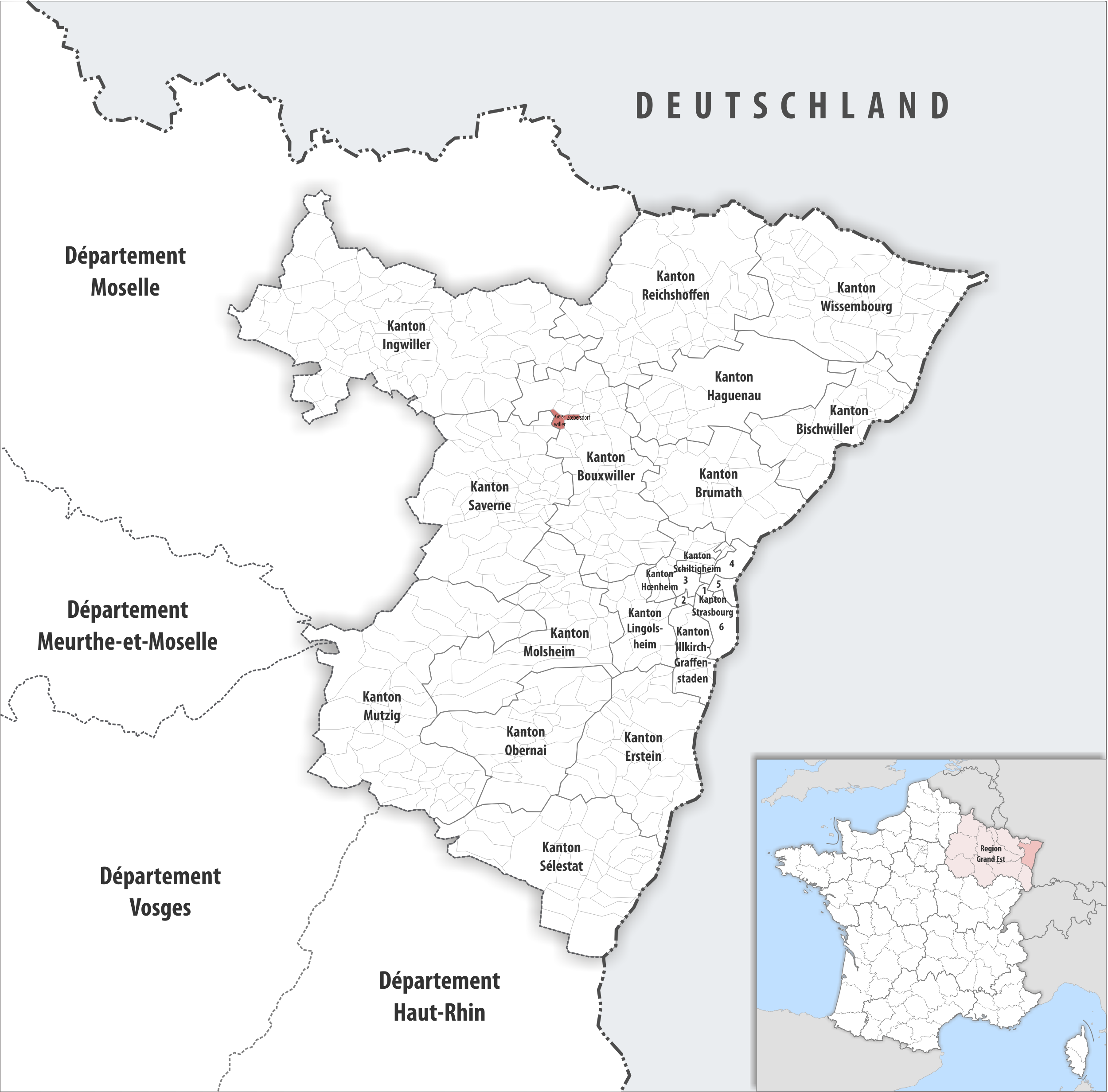
Gemeinden bis 2017
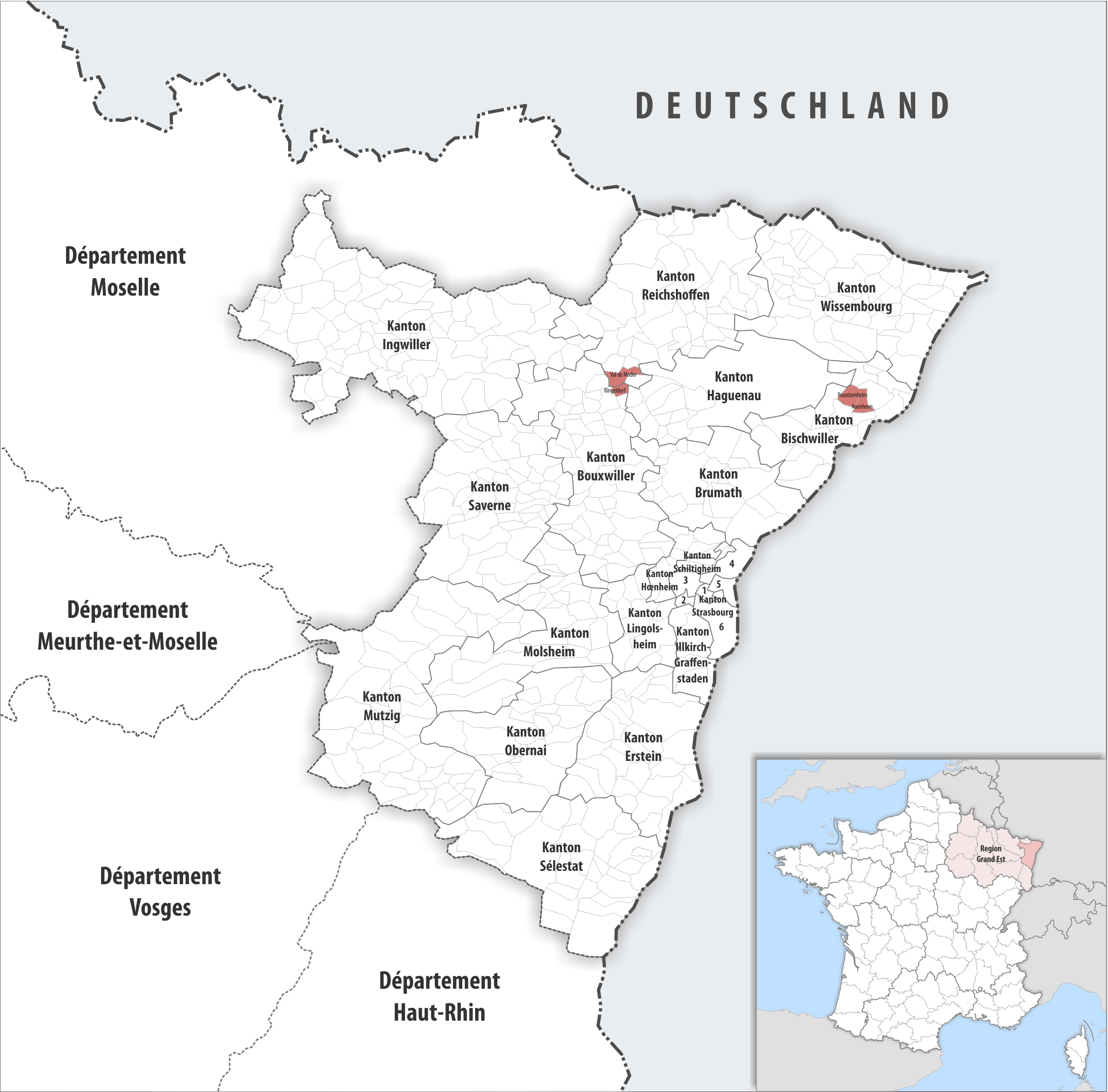
Gemeinden bis 2018

2019:
- Fusion Rountzenheim und Auenheim → Rountzenheim-Auenheim
- Fusion Val de Moder und Ringeldorf → Val-de-Moder

2018: 
- Fusion Geiswiller und Zœbersdorf → Geiswiller-Zœbersdorf

2017: 
- Fusion Hochfelden und Schaffhouse-sur-Zorn → Hochfelden

2016: 
- Fusion Allenwiller, Birkenwald, Salenthal und Singrist → Sommerau
- Fusion Pfettisheim und Truchtersheim → Truchtersheim
- Fusion La Walck, Pfaffenhoffen und Uberach → Val de Moder
- Fusion Gingsheim, Hohatzenheim, Mittelhausen und Wingersheim  → Wingersheim les Quatre Bans